# La Manif pour tous
La Manif pour tous (LMPT), devenue Le Syndicat de la famille en 2023, est le principal collectif d'associations militant contre le mariage homosexuel, à l'origine notamment des plus importantes manifestations et d'actions d'opposition à la loi ouvrant le mariage et l'adoption aux couples de personnes de même sexe (dit « mariage pour tous ») en France.
Depuis la promulgation de la loi en mai 2013, les revendications du collectif sont restées identiques : opposition au mariage homosexuel et à l'adoption homoparentale, à la PMA en l'absence de père pour l'enfant, à toutes formes de GPA (y compris pour les couples homme-femme). Le mouvement défend la filiation père-mère-enfant en opposition à l'homoparentalité et à la monoparentalité, et conteste ce qu'il appelle « l'idéologie du genre ».
Regroupant des associations dont les principales sont presque toutes confessionnelles et principalement liées au catholicisme et soutenu dans ses appels à manifester par de nombreux membres de la droite et de l'extrême droite, le collectif se présente comme apolitique et aconfessionnel, bien que sa structure juridique soit celle d'un parti politique depuis avril 2015, mais il n'a jamais présenté de candidats à des élections,. Victime de divisions (avec les départs successifs de Béatrice Bourges, de Frigide Barjot ou de Xavier Bongibault), la Manif pour tous fait également l'objet de différentes critiques (homophobie, racisme et instrumentalisation des enfants).

## Histoire

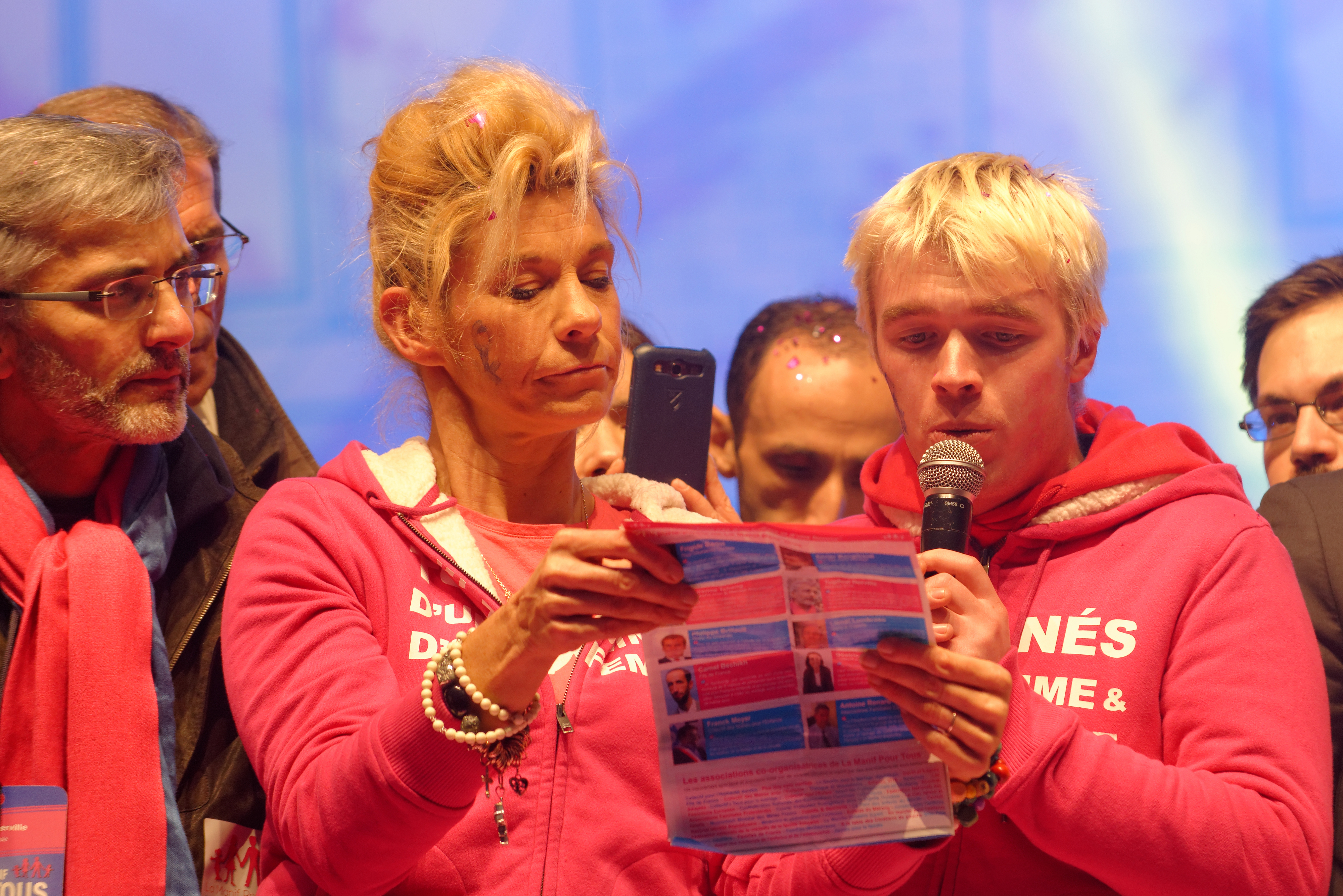
Frigide Barjot, première principale porte-parole de La Manif Pour Tous, entourée de Tugdual Derville et de Xavier Bongibault (Paris, 13 janvier 2013).

### Fondation
L'origine du collectif remonterait au 5 septembre 2012 quand une cinquantaine de responsables associatifs, représentant officiellement 37 associations, se réunissent à Paris avec des philosophes, des psychiatres et des hauts fonctionnaires, pour définir une stratégie face au projet de loi sur le mariage homosexuel et la filiation pour personnes de même sexe. Selon une publication de 2016 du journal Le Monde, ces 37 associations sont souvent des associations fantômes (coquilles vides) où la religion chrétienne est très présente, sur des sites récents et souvent anonymes.
De fait, elle est officiellement fondée en octobre 2012 par Frigide Barjot, Ludovine de La Rochère, Xavier Bongibault (militant de l'UMP et de l'UNI, et créateur de l'association « Plus gay sans mariage ») et Laurence Tcheng,,. Le site internet du mouvement cite également Béatrice Bourges et Jean-Eudes Tesson comme fondateurs.

### Structuration et premiers soutiens
Au fil du temps émergent plusieurs personnalités appelées à devenir porte-parole du mouvement. Frigide Barjot, humoriste et fondatrice de Pour l’humanité durable, crée d'abord le mouvement en octobre avec deux de ses proches : son ancienne camarade d'études Laurence Tcheng (fondatrice de La Gauche pour le mariage républicain) et Xavier Bongibault, qui avait assuré la communication de son livre. 
Le 5 septembre, elle organise une réunion publique, coanimée par Jean-Eudes Tesson et Béatrice Bourges (tous deux membres de son collectif Pour l'humanité durable) et rassemblant une quarantaine de structures opposées au mariage homosexuel. Pour préparer la première manifestation, elle s'entoure d'Albéric Dumont, organisateur de la Marche pour la Vie, et de ses militants.
Tugdual Derville, délégué général d'Alliance VITA, ainsi que son mouvement, se rallient ensuite au collectif peu avant la manifestation du 17 novembre. Parmi les premiers soutiens du mouvement se trouvent d'autres organisations apportant un soutien logistique et financier important, comme les Associations familiales catholiques présidées par Antoine Renard, le Collectif pour l'enfant ou encore CLER Amour et Famille. 
Autour du collectif gravitent aussi de nombreuses structures de petite envergure : Fils de France, organisation de « musulmans patriotes » créée par Camel Bechikh, le blog homosexuel Homovox, le Comité protestant évangélique pour la dignité humaine, ainsi que plusieurs collectifs de professionnels.
Plusieurs personnalités se rallient aussi au collectif à ses débuts comme Guillaume de Prémare, le premier président du mouvement, Lionel Lumbroso, fondateur de David et Eugenia, Philippe Brillault, maire du Chesnay, ou encore Franck Meyer, président du Collectif des maires pour l'enfance.

### Premières actions
La Manif Pour Tous est déclarée en préfecture le 2 novembre 2012 avec publication au Journal officiel le 17 novembre. Une première manifestation a lieu ce même jour à Paris : elle réunit de 70 000 à 200 000 personnes selon les sources, tandis que plusieurs milliers d'autres défilent dans une douzaine de villes de provinces. Le collectif se revendique alors apolitique, « transreligieux » et opposé à l'homophobie, à la suite de critiques de l'extrême droite traditionaliste sur la proximité de Frigide Barjot avec la communauté gay,. Selon le sociologue Yann Raison du Cleuziou, la Manif pour tous s'est créée pour ne pas laisser le monopole de l'opposition au mariage homosexuel aux intégristes de Civitas (qui organisait une manifestation le lendemain), afin de sortir du « ghetto médiatique ». Néanmoins, le succès de l'organisation conduit à une montée en puissance progressive des catholiques conservateurs au sein du mouvement. À la fin de l'année 2012, des antennes locales de La Manif Pour Tous sont déclarées en préfecture dans 26 départements.
À la veille de la manifestation du 13 janvier 2013, qui réunit de 340 000 à un million de personnes selon les sources, les autorités religieuses donnent leur caution au mouvement, tout en précisant rester « au second plan », en étant représentées mais sans appeler à manifester. 
Au début de l'année 2013, Ludovine de La Rochère, responsable de la communication de la Fondation Jérôme-Lejeune, prend la présidence de La Manif Pour Tous mais reste au départ dans l'ombre, tandis que Frigide Barjot est médiatiquement à la tête du mouvement.
En février 2013, une pétition citoyenne ayant recueilli plus de 700 000 signatures en moins de trois semaines est déposée au Conseil économique, social et environnemental (CESE). Il s'agit de mettre pour la première fois en application la possibilité offerte aux citoyens, par une révision constitutionnelle de 2008, de saisir le CESE si au moins 500 000 signatures à une pétition sont réunies. Mais cette pétition est jugée irrecevable sur le fond, sous l'argument que « la saisine du CESE pour avis sur un projet de loi relève exclusivement du premier ministre »,. Ce rejet, vécu par certains opposants au projet de loi comme une humiliation, renforce globalement leur mobilisation,.
Après les décisions rendues successivement par le tribunal administratif de Paris puis par la cour administrative d'appel de Paris et invalidant la délibération décidant du rejet de la pétition, le Conseil d'État confirme in fine le rejet par le CESE de la pétition de La Manif Pour Tous.

### Divisions du mouvement
À la suite de la manifestation du 24 mars, Béatrice Bourges du Printemps français quitte la Manif pour tous,. L'UMP désavoue également le Printemps français tout en prenant ses distances avec les mobilisations de la Manif pour tous, craignant d'être associé aux débordements des franges radicales du mouvement,. Le 21 avril a lieu une manifestation de moyenne importance, qui rassemble de 45 000 à 270 000 personnes selon les sources.
En mai 2013, alors que la dernière grande manifestation prévue avant la promulgation de la loi va se tenir le 26 du mois, La Manif Pour Tous compte 37 antennes locales en départements. Des divisions ont gagné le collectif à la suite de la promulgation de la loi le 17 mai 2013, Frigide Barjot considérant qu'il faut désormais demander la réforme de la loi de mariage en loi d'union civile, Ludovine de La Rochère considérant au contraire qu'il faut continuer à demander l'abrogation de la loi Taubira. La manifestation rassemble malgré cela de 150 000 à un million de personnes selon les sources. Frigide Barjot avait décidé finalement de ne pas s'y rendre en évoquant des menaces reçues. Ludovine de La Rochère la remplace médiatiquement à la tête de La Manif Pour Tous en prononçant le discours de clôture aux Invalides.
Après le vote de la loi par le sénat le 12 avril, l'exécutif accélère le processus législatif en décidant de faire revenir tout de suite le texte à l'assemblée pour une deuxième lecture. Cette action exacerbe les tensions, même au sein de l'Assemblée. La Manif Pour Tous accuse le gouvernement de vouloir saboter la grande manifestation prévue du 26 mai qui devait avoir lieu avant l'adoption définitive et qui avec ce nouveau calendrier, se déroulera après. Le député Philippe Gosselin estime que c'est "une incitation à la guerre civile", Frigide Barjot prophétise alors : "si Hollande veut du sang, il en aura". Propos qu'elle retirera par la suite.
Le 17 avril, le président François Hollande prend la parole pour tenter de calmer ces actes homophobes et la colère des anti-mariage. Frigide Barjot réclame alors que « l'on mette en taule les skinhead homophobes » qui parasitent son mouvement.
À la suite de cette rupture, Frigide Barjot fonde l'Avenir pour tous avec quelques partisans de ses positions, notamment Xavier Bongibault et Laurence Tcheng, porte-paroles du collectif depuis ses débuts. Ambitionnant au départ de former la suite du mouvement, ils font rapidement sécession sans parvenir à rassembler autour d'eux. Ils ne sont pas conviés à l'université d'été de La Manif Pour Tous et appellent à ne pas participer aux nouvelles manifestations du collectif en novembre et décembre 2013, puis en février et octobre 2014, puis encore en octobre 2016.

### Les actions depuis 2013

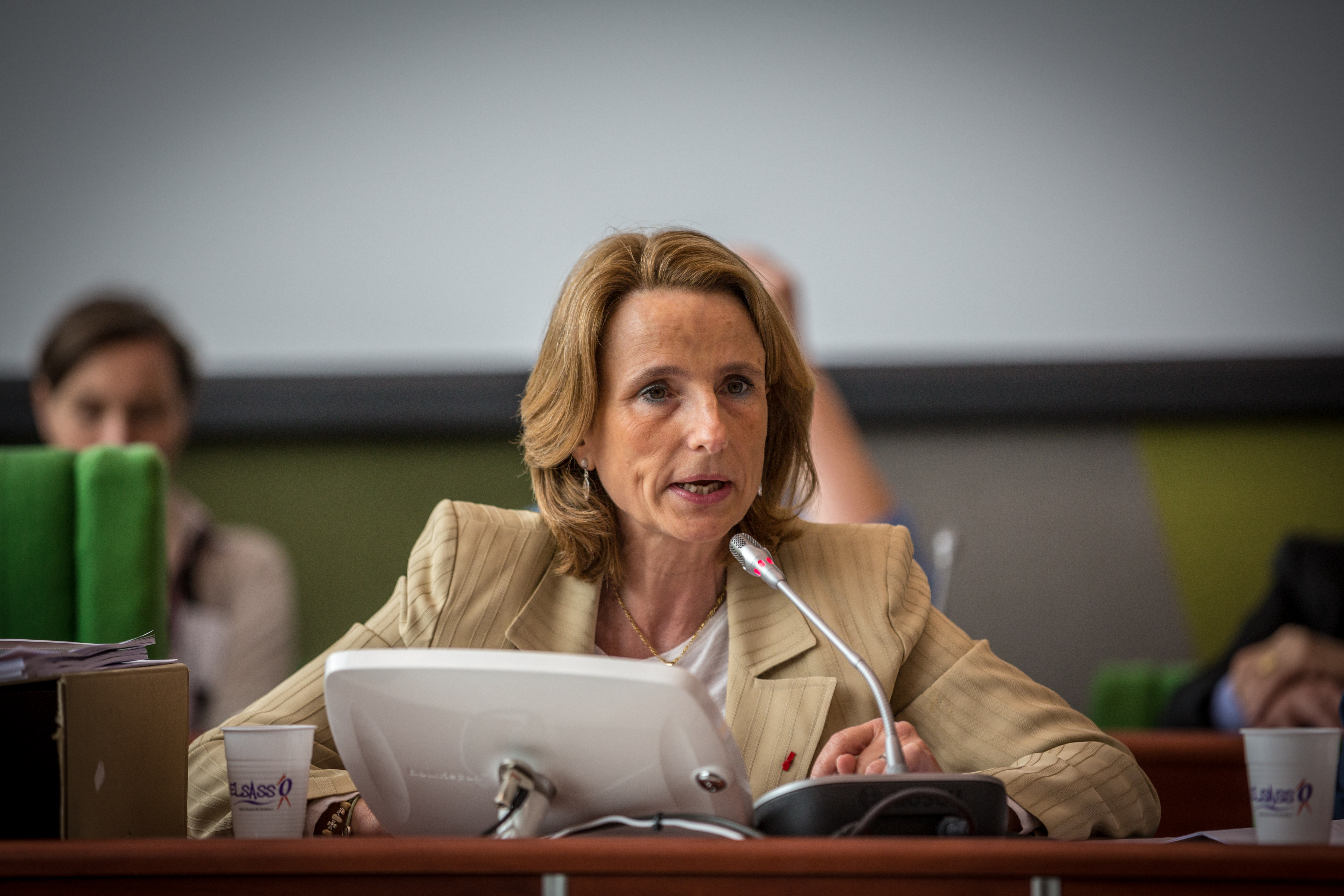
Béatrice Bourges, ancienne porte-parole de La Manif Pour Tous et par la suite porte-parole du Printemps français.

Après l'adoption de la loi, une recomposition du mouvement s'articule autour du catholicisme et donne lieu à la création de diverses structures, destinées à élargir le cadre de la mobilisation à de nouvelles causes : les Veilleurs, Sens Commun, Limite, ou encore le Courant pour une écologie humaine. Après une phase de forte activité médiatique et militante de quelques mois, la Manif pour Tous et les organisations affiliées connaissent une période de reflux jusqu'à la reconversion du collectif en « entreprise de lobbying » au printemps 2015.
Un certain nombre d'actions plus ou moins directement liées à La Manif Pour Tous ont ensuite lieu au cours de l'été 2013, jusqu'à l'université d'été du mouvement en septembre. Des manifestations régionales plus officielles reprennent en novembre, qui rassemblent de 3 000 à 6 000 personnes, et en décembre, qui rassemblent de 6 000 à 30 000 personnes. Neuf antennes locales supplémentaires du collectif se déclarent en préfecture entre les mois de juin 2013 et janvier 2014, portant ainsi le maillage départemental du collectif à 46 associations.
La manifestation du 2 février 2014, rassemble 80 000 à 500 000 personnes selon les sources à Paris, et 20 000 à 40 000 personnes à Lyon.
Le 5 octobre 2014, 500 000 personnes, selon La Manif Pour Tous, 70 000, selon la police, manifestent à nouveau à Paris (ce qui constitue le plus grand écart constaté entre chiffres des organisateurs et chiffres des préfectures, depuis que les manifestations de la Manif pour tous ont commencé,), et de 7 500 à 30 000 personnes, selon les sources, manifestent à Bordeaux. Les principales revendications des manifestants restent inchangées : abrogation de la loi Taubira, opposition à la PMA, à la GPA et aux études de genres qualifiées de « théorie du genre ». Cependant, si l'opposition à celle-ci était centrale lors de la manifestation du 2 février, l'accent est plutôt mis en octobre sur l'opposition à la GPA, notamment en raison d'une décision de la Cour européenne des droits de l'homme au mois de juin, qui oblige la France à reconnaître les enfants nés par GPA à l'étranger, conformément au droit national. Les manifestants craignent que cette décision entraîne logiquement une légalisation de la GPA en France, malgré les dénégations du gouvernement Valls II.
En avril 2015, La Manif Pour Tous devient officiellement un parti politique.
Le 30 janvier 2016, l'organisation soutient une manifestation se déroulant à Rome pour s'opposer à un projet de loi italien relatif aux unions civiles.
Le 16 juin 2016, La Manif Pour Tous défile de nouveau à Paris pour encourager les discussions sur deux propositions de lois initiées par Valérie Boyer et Philippe Gosselin qui se tiennent le même jour à l'Assemblée nationale à propos de la constitutionnalisation du principe d'indisponibilité du corps humain et d'un éventuel durcissement des sanctions contre le recours à la GPA[réf. souhaitée]. Le 21 juin 2016, jour du vote des propositions de lois, un nouveau rassemblement statique de la Manif pour tous est organisé sur l'esplanade des Invalides.
Le 16 octobre 2016, une manifestation nationale voit défiler entre 23 000 (selon la Police) et 200 000 personnes (suivant les organisateurs) à Paris entre la porte Dauphine et le Trocadéro.
Première étape d'une consultation nationale pour recueillir les demandes des Français à la suite du mouvement des Gilets jaunes, le Conseil économique, social et environnemental (CESE) met en place un site internet le 15 décembre. Le 4 janvier 2019, le CESE indique qu’après quelque 5 000 votes sur 8 000 contributions, c'est l'abrogation de la loi autorisant le mariage homosexuel qui est la revendication principale, suivie du retour à l'universalité des allocations familiales et de la fin des subventions dans l'éolien. Ces avis consultatifs doivent faire l'objet de recommandation du CESE au gouvernement en mars 2019. Selon Libération « le site a été victime d'une offensive coordonnée de militants de la Manif pour tous, les Gilets jaunes ne parlant jamais du mariage pour tous »,. Le site Arrêt sur images indique que les revendications arrivées en tête de cette consultation n'ont rien à voir avec celles des Gilets jaunes, et tout à voir avec les revendications de la Manif pour tous et de Frigide Barjot. Le gouvernement s’étant empressé de déclarer que le sujet ne sera pas remis sur la table, pour Ludovine de la Rochère, le débat est faussé : « Le gouvernement veut choisir le périmètre, les sujets, et pourquoi pas demain les conclusions ! ».

### Opposition au projet de loi de bioéthique de 2019
À la suite de l'annonce (par Édouard Philippe dans son discours de politique générale du 13 juin 2019) d'un projet de loi ouvrant aux femmes seules ou en couples l'accès à la procréation médicalement assistée, le mouvement annonce de futures actions. L'adoption en conseil des ministres du 24 juillet 2019 du projet de loi bioéthique ouvrant la PMA aux couples de femmes et aux femmes seules entraîne le même jour l'annonce par un collectif Marchons Enfants ! auquel la Manif pour tous participe d'une manifestation prévue le 6 octobre 2019 à Paris,.
Le collectif Marchons Enfants ! est composé des mouvements suivants : la Manif pour tous, Agence européenne des adoptés – European Agency for Adoptees, Centre européen pour le droit et la justice (ECLJ), Collectif pour le respect de la médecine, Comité protestant évangélique pour la dignité humaine (CPDH), Les Associations Familiales Catholiques, Éveilleurs d’espérance, Fédération nationale de la Médaille de la famille française, Générations Avenir, Institut Famille & République, Juristes pour l'enfance, La Voix des sans père, Alliance VITA, Les Familles plumées, Les Gavroches, Les Poissons roses, Les Sentinelles, Les Veilleurs, Maires pour l’enfance, Trace ta route, Vigi Gender. Plusieurs médias notent toutefois qu'en plus de ces associations et partis politiques, se retrouvent également lors des rassemblements de nombreux représentants de l'extrême droite nationaliste ou royaliste, de groupes néo-fascistes et des groupuscules catholiques intégristes comme le leader de Civitas, la Fraternité saint Pierre, la Ligue du midi, Alexandre Gabriac, Lyon Populaire ou encore Auctorum,. À Lyon, il arrive que des groupes d'extrême droite identitaires — c'est-à-dire qu'ils se focalisent contre l'islam — s'associent avec des nationalistes révolutionnaires et des membres d'Action française pour assurer le service d'ordre de manifestation contre la PMA pour toutes. Ou sinon, comme en janvier 2021, ils chargent les contre-manifestations.
La manifestation du 6 octobre 2019 se déroule sans heurt ni dégradation, dans le calme, entre la place Edmond Rostand (Sénat) et celle du 18 juin (Montparnasse). Pour faire face à la saturation de l'itinéraire prévu, un deuxième parcours est ouvert en urgence. Le collectif Marchons Enfants ! annonce une participation de 600 000 personnes. Après avoir initialement annoncé qu'elle ne communiquerait pas de chiffre, la préfecture de police annonce 42 000 manifestants. L'agence de communication Occurrence annonce quant à elle avoir compté 72 500 personnes. Ces différences de comptages induisent une controverse.
De nouvelles mobilisations sont annoncées,. Ces annonces calendaires provoquent d'ailleurs la colère de nombreuses associations et personnalités politiques qui les qualifient de provocations car elles ont été choisies sur la Journée mondiale de lutte contre le sida, la journée mondiale de lutte contre l'homophobie ou encore la Journée internationale des femmes,.
Une deuxième manifestation nationale est organisée à Paris par le collectif Marchons Enfants le dimanche 19 janvier 2020 entre la place de la Résistance et la place de l'Opéra. Elle se déroule dans le calme et sans débordements. Les organisateurs de la manifestation refusent de communiquer sur un chiffre de participation, souhaitant éviter une controverse stérile et parlant simplement de plusieurs centaines de milliers de personnes, quand le cabinet Occurrence (aux méthodes sujettes à controverses et dont le chiffrage est jugé insuffisant par Dominique de Montvallon sur CNews le jour même) parle de 26 000 personnes et la préfecture de police de 41 000,. Le collectif Marchons Enfants appelle à manifester devant le Sénat les 21 et 22 janvier 2020. Ces manifestations sont reconduites les semaines suivantes jusqu'à la fin de la discussion au Sénat le 4 février,. À partir du 25 février, le collectif Marchons Enfants ! manifeste tous les mardis sur la place Georges Clemenceau, en face de la Grille du Coq et de l'Élysée. Les services du préfet de police de Paris ont tenté d'interdire cette manifestation et un référé du Tribunal Administratif du 25 février lui a donné tort, permettant la tenue de cette manifestation. La manifestation prévue pour le 17 mars est annulée pour cause de confinement. Pour la journée internationale de la femme le 8 mars 2020, elle organise sur le pont entre l'Assemblée Nationale et la place de la Concorde une mobilisation contre la gestation pour autrui.
Le 26 août 2020, le collectif Marchons Enfants ! dont fait partie la Manif pour tous a lancé un appel à manifester le 10 octobre à Paris et en province contre le projet de loi bioéthique voté en seconde lecture fin juillet à l'assemblée nationale dans des conditions qualifiées par les opposants de contestables,.
Plusieurs violences émaillent cette manifestation: deux femmes s'embrassant à Toulouse, dont la photo deviendra virale, verra le photographe et les deux femmes pris à partie par les manifestants,,. À Paris, deux hommes qui s'embrassent en signe de protestation contre le rassemblement sont exfiltrés par la police, alors que le service d'ordre de la Manif pour tous tentait d'étrangler l'un d'entre eux, plaqué au sol.

### Influence en Europe
En juillet 2013, une association appelée « Au nom de la famille », qui s'inspire de La Manif Pour Tous, est créée en Croatie. Elle réclame que la Constitution croate dispose que le mariage est « l’union d’un homme et d’une femme »,, et l'obtient à la suite d'un référendum en décembre 2013.
En juillet 2013, La Manif Pour Tous crée une branche en Italie,, utilisant donc son nom et son logo, dans le but de favoriser l'émergence dans ce pays d'une association partageant une « ligne éditoriale conforme ». Cette section italienne est créée alors que le Parlement italien examine un projet de loi visant à introduire un délit d'homophobie dans le pays, dont le collectif s'inquiète qu'il restreigne la liberté d'expression et contre lequel il manifeste à nouveau le 11 janvier 2014,. Quatre mille personnes défilent dans les rues de Rome selon les organisateurs, tandis qu'une pétition lancée en décembre recueille à cette date 17 000 signatures,. Le 24 janvier, pour protester contre la visite que rend François Hollande au pape François à Rome, le collectif déploie un drapeau de 600 mètres carrés sur la Piazza del Popolo, estimant que le président français promeut « une politique de lutte contre la famille naturelle ».
En février 2014, La Manif Pour Tous reste dans une optique d'internationalisation, en appelant à manifester le 2 février non seulement à Paris et à Lyon, mais aussi à Rome, Madrid, Varsovie, Bruxelles et Bucarest,.
Le 12 juin 2014, Ludovine de La Rochère, présidente de La Manif Pour Tous, est invitée à la messe privée du pape François, à l'issue de laquelle elle s'entretient avec lui.
Le 20 juin 2015, La Manif Pour Tous Italia organise une manifestation à Rome, qui réunit un million de personnes selon les organisateurs, 400 000 selon le ministère de l'Intérieur, et 300 000 selon le mathématicien Francesco Guatieri. Les représentants des communautés musulmane et juive s'associent au socle catholique du mouvement, pour s'opposer au projet d'union civile du Parlement, à l'homoparentalité et à la « théorie du genre »,. La presse italienne souligne que la part catholique des manifestants s'est mobilisée spontanément, sans aucun mot d'ordre ni soutien de la hiérarchie de l'Église, contrairement au cas français, les années précédentes, pour des manifestations de cette ampleur. Charles Beigbeder voit dans cet événement l'essor européen du mouvement conservateur né en France avec La Manif Pour Tous. Il s'étonne par ailleurs, avec le site Aleteia, du silence des médias français concernant cette mobilisation.
Une autre variante de La Manif Pour Tous existe en Finlande, sous le nom de Aito avioliitto. En juillet 2015, elle parvient à recueillir les 50 000 signatures nécessaires au réexamen de la loi sur le mariage des personnes de même sexe, votée à l'automne 2014 par le Parlement finlandais. Toutefois, la pétition est rejetée le 17 février 2017[réf. souhaitée].
Un mouvement inspiré de La Manif Pour Tous est également présent en Allemagne, sous le nom de Demo für Alle, et a réalisé sept manifestations depuis février 2014,. Le 21 juin 2015, il rassemble 4 000 personnes à Stuttgart pour manifester contre le mariage homosexuel et la « théorie du genre ».
La Manif Pour Tous exerce également une certaine influence en Russie, où le parti de Vladimir Poutine n'a pas hésité à copier le drapeau de l'organisation pour en faire le nouveau « drapeau hétérosexuel » en juillet 2015. Pour Russie unie, cet étendard constitue en effet une « réponse au mariage des couples du même sexe, qui est une insulte au concept même de famille ». Le Kremlin a fait savoir que la récupération du symbole de la Manif pour tous avait été consentie par la direction de l'organisation, ce que Ludovine de La Rochère a quant à elle démenti.

### Influence en Afrique
En 2025, la Manif Pour Tous est présente dans certaines conférences conservatrices en Afrique.

### Syndicat de la famille
En mars 2023, l'association prend le nom de « Syndicat de la famille ». Ludovine de La Rochère en partage la présidence avec Albéric Dumont, ancien coordinateur général de La Manif pour tous, et dont la société de sécurité privée, Ultreïa, est prestataire de la campagne d'Éric Zemmour,.

## Composition

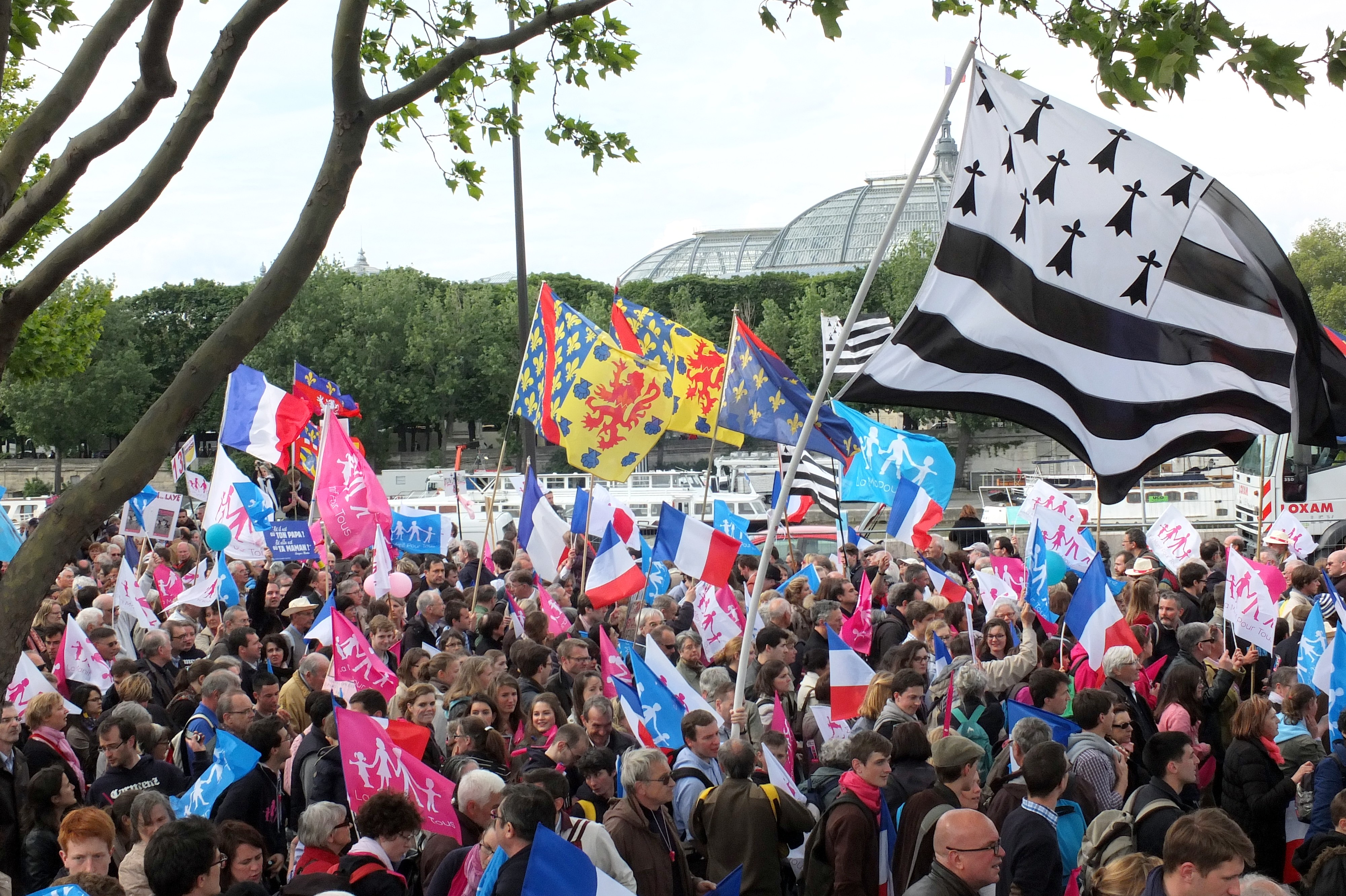
Manifestation du 26 mai 2013 aux Invalides à Paris.

La Manif Pour Tous est un collectif, représentant en janvier 2014 une trentaine d'associations, parmi lesquelles Alliance VITA, Familles de France, Associations familiales catholiques, Associations familiales protestantes et SOS Papa. Outre l'association nationale, 46 antennes départementales de La Manif Pour Tous sont également déclarées en préfecture, tandis que le collectif fournit sur son site internet des contacts dans tous les départements français.
Une enquête de Yagg et Mediapart considère cependant que, malgré une apparence de diversité, un certain nombre d'associations sur les 37 qui composent le collectif en mars 2013 sont des « coquilles vides », destinées à masquer la prédominance des organisations proches de l'Église catholique. Une enquête plus précise du Monde dénombre 11 « coquilles vides » (32 %), 8 associations de la « sphère chrétienne » et 3 « traditionalistes » (30 % en tout), 2 « collectifs musulmans » (5 %) et 12 associations de la « société civile » (32 %),.
D'autres enquêtes — notamment celles de Mediapart — montrent l'ancrage du mouvement à droite, ou encore les ramifications du mouvement au sein d'« Internationales catholiques », notamment par les liens tissés avec des organisations comme la National Organization for Marriage,, dont Marianne estime que « les militants de La Manif pour tous ou du Printemps français » reprennent les slogans.

### Soutiens
La Manif Pour Tous bénéficie du soutien de certaines personnalités, parmi lesquelles Philippe Ariño (essayiste), Rémi Brague (philosophe), Patrick Hénault (ex-ambassadeur chargé des droits de l’Homme), Roland Hureaux (essayiste), Jean-Jacques Peroni (humoriste, comédien et scénariste)[source insuffisante], Geneviève de Fontenay (ancienne présidente du Comité Miss France), Jérôme Vignon (président de l’Observatoire national de la pauvreté et de l'exclusion sociale), Simone Veil (elle a brièvement défilé avec La Manif Pour Tous) et Georgina Dufoix (ancienne ministre socialiste et ancienne présidente de la Croix-Rouge). Le collectif est également soutenu par « l'Entente parlementaire pour la famille », qui regroupe 140 députés et 82 sénateurs de droite et du centre.

### Financement
La Manif Pour Tous est en partie financée par des dons, dont certains peuvent atteindre, selon Metronews, entre vingt et trente mille euros. Selon Yagg et Mediapart, ces dons proviendraient principalement des milieux catholiques, et les principales associations membres du collectif, telles Alliance VITA, Associations familiales catholiques et Familles de France auraient mis leur trésorerie au service du mouvement. D'après Le Canard enchaîné, Claude Bébéar, président du conseil de surveillance d'Axa, aurait financé de façon importante la manifestation du 13 janvier 2013.
La Manif Pour Tous se finance également par les cotisations de ses membres. À l'automne 2013, le collectif lance notamment une campagne d'adhésion, destinée à la fois à financer ses activités et à pouvoir se prévaloir d'un nombre suffisant d'adhérents pour peser politiquement. L'association commercialise enfin un certain nombre de produits dérivés via sa boutique en ligne.
En juin 2014, La Manif Pour Tous dévoile son premier exercice comptable, pour la période allant d'octobre 2012 au 31 décembre 2013. Le mouvement, qui ne bénéficie d'aucune subvention publique, a recueilli globalement 4,38 millions d'euros. Sur ce total, 3,23 millions d'euros (74 %) proviennent des sympathisants. Le reste, 1,15 million d'euros (26 %), provient de la vente de produits dérivés. Les 3,23 millions d'euros provenant des sympathisants sont quasiment équirépartis entre les collectes organisées pendant les manifestations, et les 20 000 dons ou adhésions recueillis sur Internet. À l'issue de l'année 2013, après avoir notamment organisé trois manifestations nationales pour un coût moyen de 874 000 euros, le collectif dispose d'une réserve de 72 000 euros.

### Les Veilleurs

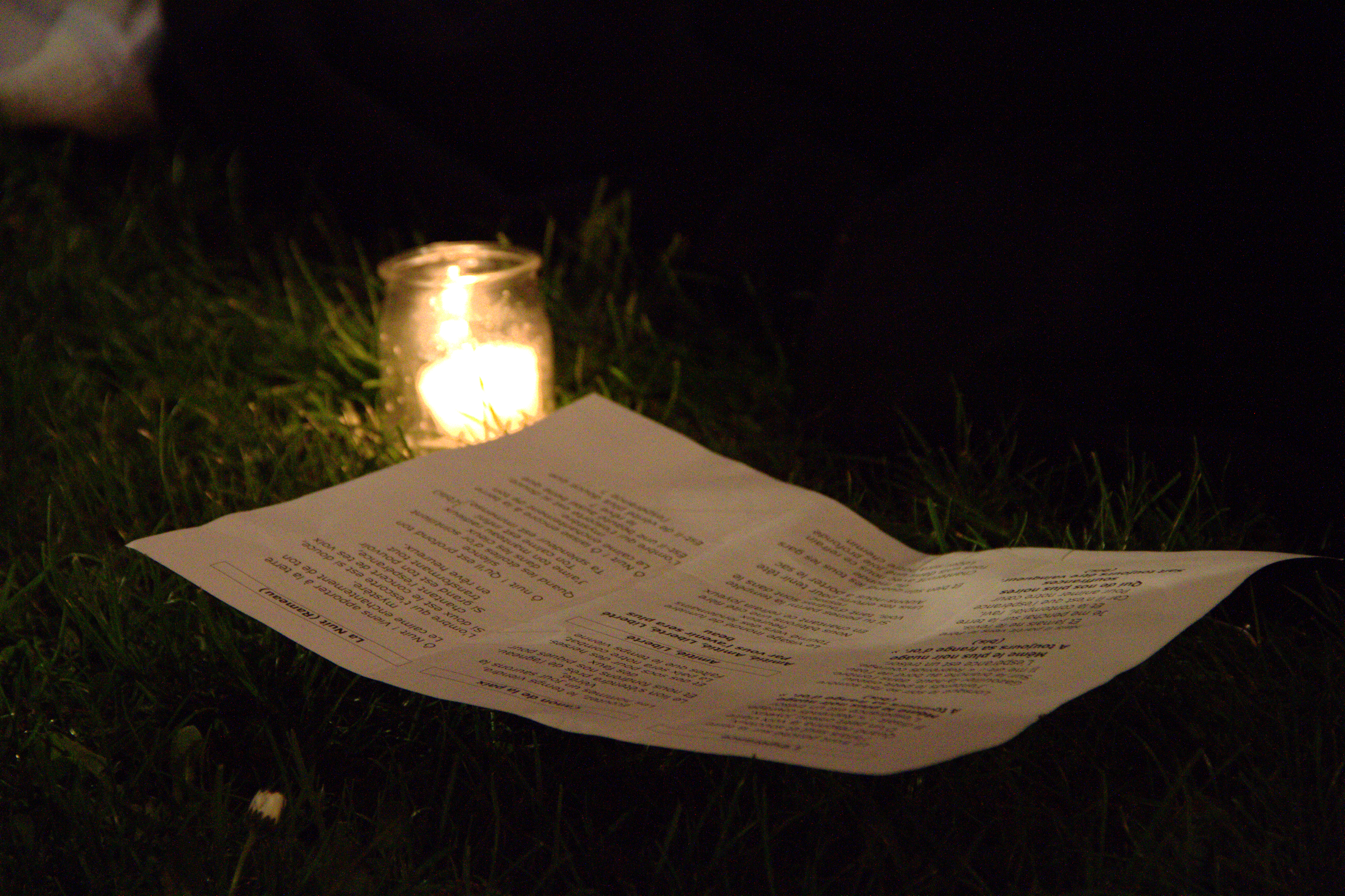
Bougie et feuille de chants.

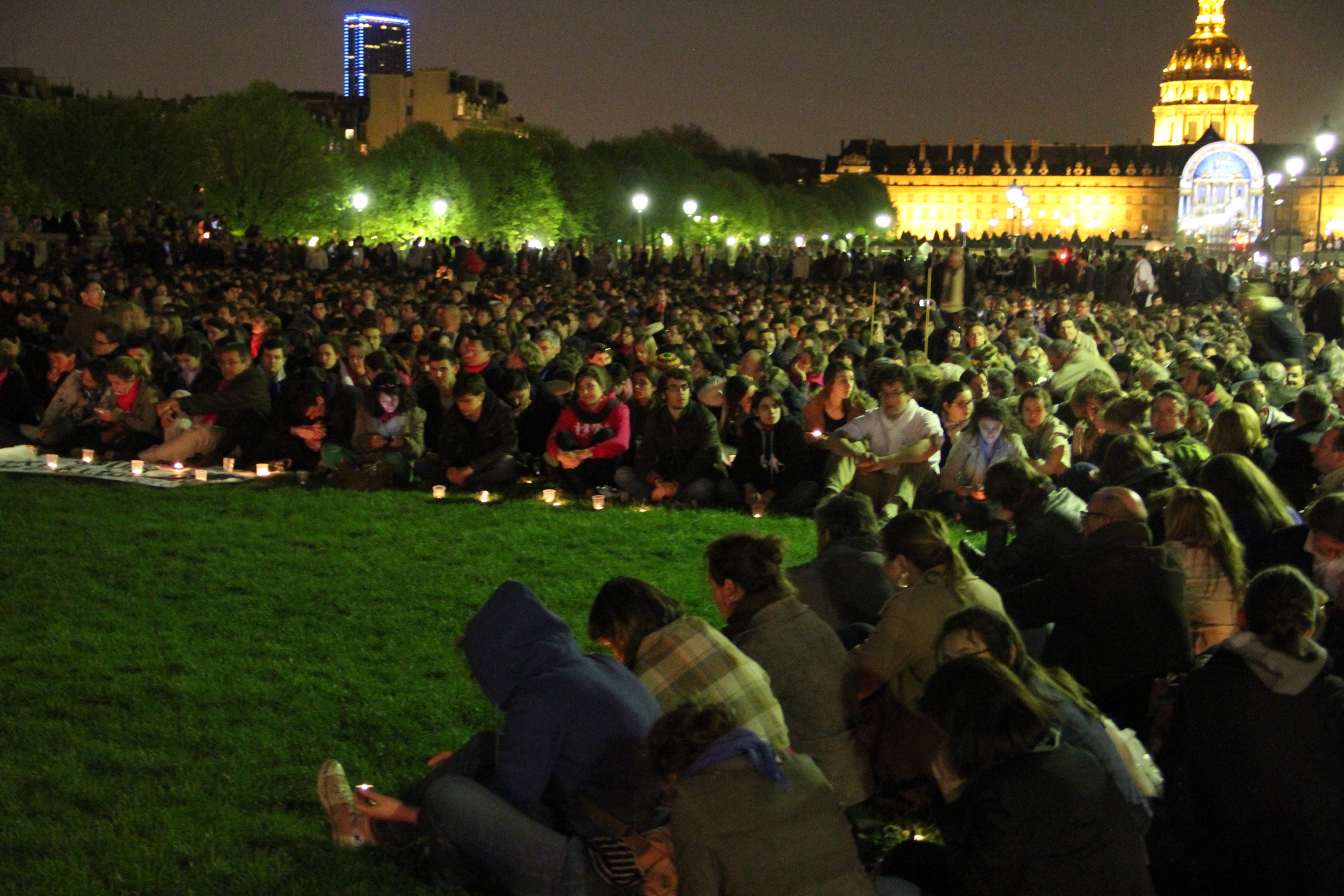
Rassemblement des Veilleurs à Paris en avril 2013.

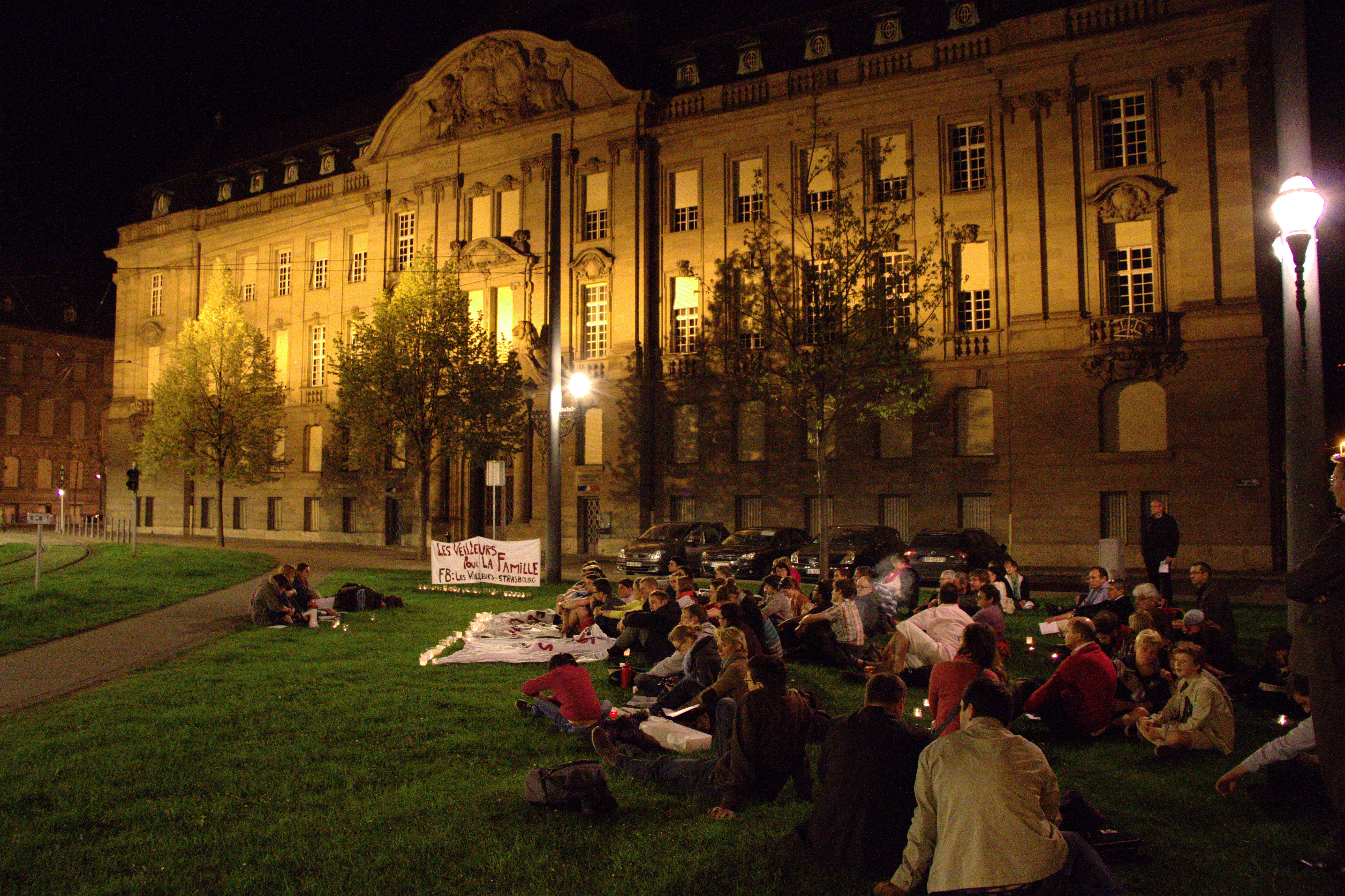
Les Veilleurs place de la République à Strasbourg, avril 2013.

Les Veilleurs sont, en tant que « mouvement non-formel associé » à La Manif Pour Tous, une opposition au mariage homosexuel pratiquant une forme de manifestation immobile et pacifique : le sit-in. Composé de manifestants qualifiés par certains de « réactionnaire », il est composé majoritairement de catholiques ou de « catholiques d'identité ». Ils se rassemblent en silence à la tombée de la nuit, autour de bougies, pour écouter l'un d'entre eux lire un texte de prose ou de poésie. Ce mouvement est né à la suite de la garde à vue, dans la nuit du dimanche 14 au lundi 15 avril 2013, de soixante-sept opposants au projet de loi venus manifester leur soutien aux députés de l'opposition devant l'Assemblée nationale. Les initiateurs du mouvement ont alors considéré qu'ils devaient « trouver un autre moyen de [se] faire entendre ». Se définissant comme « apolitique » et « aconfessionnel », ce mouvement majoritairement constitué de catholiques se réclame de la tradition politique non-violente.
Le mouvement s'est rapidement étendu à plus de 110 villes françaises et à l'étranger (Jérusalem, Rome, Milan). D'après les organisateurs, à la fin avril, cinquante rassemblements ont eu lieu avec au total 5 000 personnes. Quelques-uns de ces rassemblements ont été perturbés par des contre-manifestants favorables au mariage homosexuel,.
Souhaitant dès le départ s'installer dans la durée, Les Veilleurs annonçaient fin avril 2013 vouloir se réunir chaque semaine jusqu'à la présidentielle de 2017. Le 10 août 2013, un petit groupe commence une « marche des Veilleurs » entre Rochefort et Nantes, qui se clôture à Paris le 31 août. Alors que seulement trois marcheurs ont suivi l'intégralité de l'itinéraire, la préfecture de police interdit néanmoins la « manifestation » parisienne finale, pour raisons de sécurité. Une veillée finale se tient malgré tout place de la Concorde et réunit plusieurs centaines de personnes sans incident.
En décembre 2013, Les Veilleurs se réunissent au rythme d'un rassemblement par mois à Paris et d'une cinquantaine de rassemblements par semaine en province. Déterminés à ne pas limiter leur opposition à la seule loi sur le mariage homosexuel, ils entendent « compter dans le débat public sur toutes les questions d'éthique et les enjeux de société ». Le mouvement est également engagé dans une procédure judiciaire contre des policiers pour « faux en écriture publique ».

### Collectif Homovox
La Manif Pour Tous se défend d'être homophobe en mettant notamment en avant les témoignages vidéos de sept homosexuels du collectif Homovox[réf. nécessaire] et les personnalités homosexuelles qui la soutiennent, comme Philippe Ariño, Jean-Pier Delaume-Myard ou Xavier Bongibault. Depuis la création de collectif en 2013, dénoncé par plusieurs médias comme une coquille vide, ces homosexuels de la vidéo d'origine ont eu un parcours militant divers.
À partir de 2013, les liens entre Xavier Bongibault et La Manif Pour Tous se dégradent après la mise à l'écart de Frigide Barjot : il dénonce dès lors le « train de haine » de la nouvelle direction.
Philippe Ariño fait le même constat sans en partager les causes, il attaque frontalement la Manif pour tous sur son blog.
Christophe Martin revendique en 2018 dans Valeurs actuelles le saccage de la plaque commémorative des derniers condamnés à mort et brulés vifs pour homosexualité en France (Bruno Lenoir et Jean Diot). Il n'est pas un militant LGBT comme l'avaient signalé certains médias mais un militant de la Manif pour tous depuis 2013 ainsi qu'un militant du Rassemblement national. Il dit avoir fait ça pour lutter contre l'homoparentalité et le "lobby gay". Il se déclare être un "homosexuel homophobe" en 2019, lors de son procès où il sera condamné à un mois de prison avec sursis.
Jean-Pier Delaume-Myard est devenu porte parole national de la Manif pour tous. Il fera scandale en 2015 lors des universités d'été du mouvement en comparant le mouvement LGBT au "Daesh de la pensée unique", ce qui suscitera une ovation du public présent. Sachant que ce groupe terroriste a tué et torturé de nombreux homosexuels, plusieurs associations ou personnalités vont s'insurger de cette comparaison comme le ministre Patrick Kanner. Quelques mois plus tard, après la tuerie d'Orlando revendiquée par ce même groupe terroriste, le tweet de soutien posté par le compte certifié de la Manif pour tous sera pris d'assaut par des réactions d'indignation des internautes, rappelant, entre autres, les propos récents de leur porte-parole.
Même si certains médias la décrivent comme lesbienne, la fondatrice présidente de ce collectif est en réalité une mère de famille hétérosexuelle militante catholique de droite: Nathalie de Williencourt. Cette dernière sera l'organisatrice de la manifestation de soutien à François Fillon au Trocadéro, en mars 2017, alors que ce dernier est sous le coup de multiples accusations financières tombées pendant la campagne présidentielle.
Depuis 2016, l'association Homovox ne dispose plus de site internet, mais uniquement d'une page Facebook. Les autres comptes ont tous été clôturés et le collectif ne semble toujours pas avoir déposé son statut d'association.

### Association Les Éveilleurs
L'association Les Éveilleurs, « émanation de La Manif pour tous » selon Télérama et Libération, est créée en 2015 par Benoît et Nicolas Sévillia, respectivement membre des Veilleurs et ancien collaborateur de Philippe de Villiers,,. Proche du magazine Valeurs actuelles, elle organise des soirées où sont invités des personnalités conservatrice ou d'extrême droite telles que Franck Ferrand, Sonia Mabrouk et Éric Zemmour,, ou encore les têtes de liste aux élections européennes de 2024 Jordan Bardella (RN), Marion Maréchal (Reconquête) et François-Xavier Bellamy (LR), ainsi que le média d'extrême droite Boulevard Voltaire,. En 2024, l'association bénéficie d'un soutien financier du projet Périclès du milliardaire Pierre-Édouard Stérin.

## Revendications

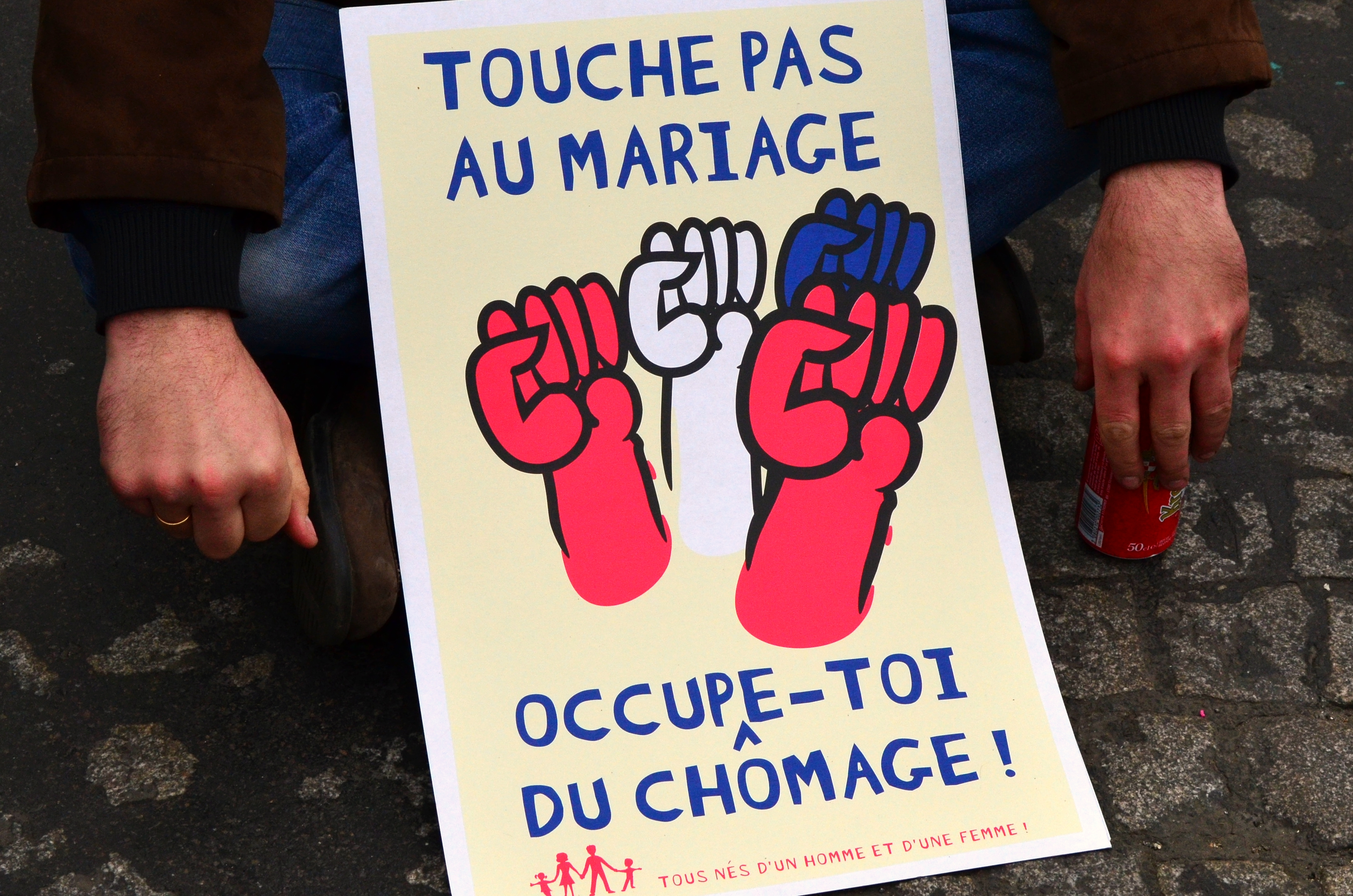
Affiche de La manif pour tous opposée à l'ouverture du mariage aux couples de même sexe.

### Opposition au mariage entre personnes de même sexe
Depuis le début du mouvement d'opposition à la loi Taubira, les manifestants rattachés de près ou de loin à La Manif Pour Tous s'opposent au mariage des couples homosexuels et contestent l'utilisation même du terme de « mariage » pour les partenaires de même sexe. Une fois la réforme approuvée, La Manif Pour Tous réclame son abolition, tout en reconnaissant l'impossibilité de « démarier » les couples déjà reconnus par la loi.
Les membres de La Manif Pour Tous sont par contre davantage divisés face à la possibilité d'union civile ouverte aux couples homosexuels : certains, comme Frigide Barjot, considèrent ce type d'union comme une alternative acceptable au mariage, d'autres, comme Tugdual Derville, s'y opposent fermement. La divergence entre les deux courants va même plus loin puisque Tugdual Derville continue à s'opposer au PaCS, dans lequel il voit un exemple de « succédané de mariage [qui] fragilise le lien parents-enfants ».
Ces divergences d'opinion sont étouffées en mai 2013, avec le départ de Frigide Barjot de La Manif Pour Tous. Ludovine de La Rochère déclare alors que l'organisation « ne prend pas position sur l’Union civile. Elle n’est pas là pour cela ». Malgré ces propos, durant l'année 2016, l'association va militer aux côtés de ses homologues italiens contre une loi d'union civile pour les homosexuels et non pas un mariage. Du côté des sympathisants du mouvement, la question reste malgré tout importante puisqu'un sondage mis en ligne par La Manif Pour Tous en janvier 2015 montre que près des deux-tiers des répondants sont favorables à l'existence d'une union civile réservée aux couples homosexuels.

### Opposition à la PMA pour femmes seules ou en couple et aux mères porteuses

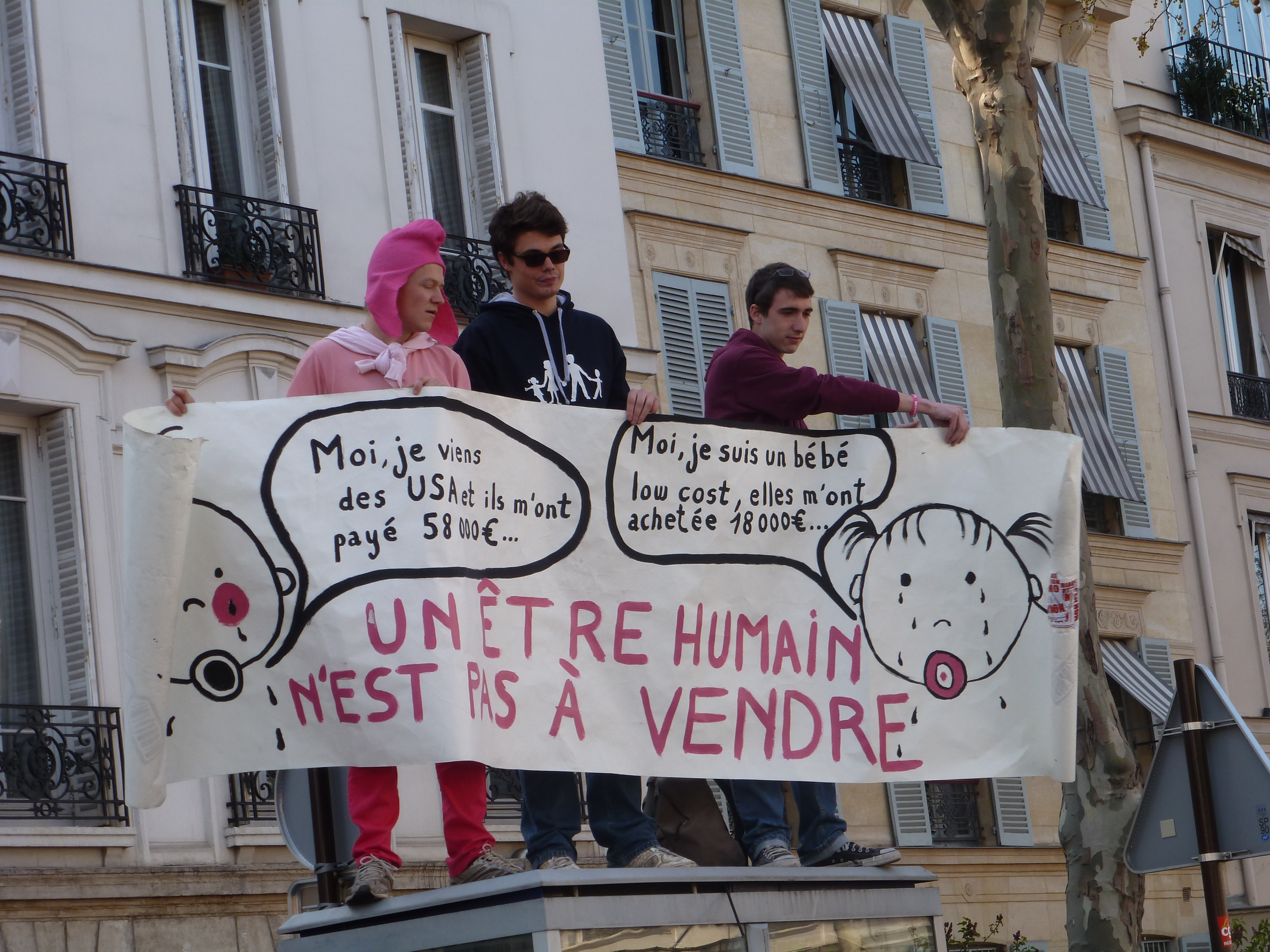
Banderole de La Manif Pour Tous associant la gestation pour autrui au trafic d'enfants.

Les membres de La Manif Pour Tous refusent l'homoparentalité sous toutes ses formes et condamnent toute modification du code civil qu'induirait sa reconnaissance. Ils rejettent l'adoption par des couples de même sexe (seule forme d'homoparentalité prévue par la loi Taubira) mais aussi la procréation médicalement assistée (PMA) et la gestation pour autrui (GPA), bien que cette dernière n'ait jamais été envisagée par le gouvernement de Jean-Marc Ayrault.
En fait, pour La Manif Pour Tous, l'homoparentalité est néfaste car elle amène « une rupture d'égalité dans le fait de priver a priori un mineur de l'intimité d'une femme ou d'un homme dans son enfance ». L'organisation et ses militants voient en outre dans la légalisation de l'homoparentalité un risque de « marchandisation des bébés » et nient en particulier la possibilité d'une « GPA éthique ».
Après la décision de la Cour européenne des droits de l'homme de condamner la France pour ne pas avoir reconnu la « filiation entre un père et ses enfants biologiques nés d'une GPA à l'étranger » (26 juin 2014), La Manif Pour Tous milite pour que Paris rejette la jurisprudence européenne. Elle s'oppose ainsi à l'octroi de la nationalité française aux enfants nés par GPA à l'étranger et à la reconnaissance des liens génétiques existants entre ceux-ci et leurs parents biologiques.

### Opposition à la «théorie du genre»

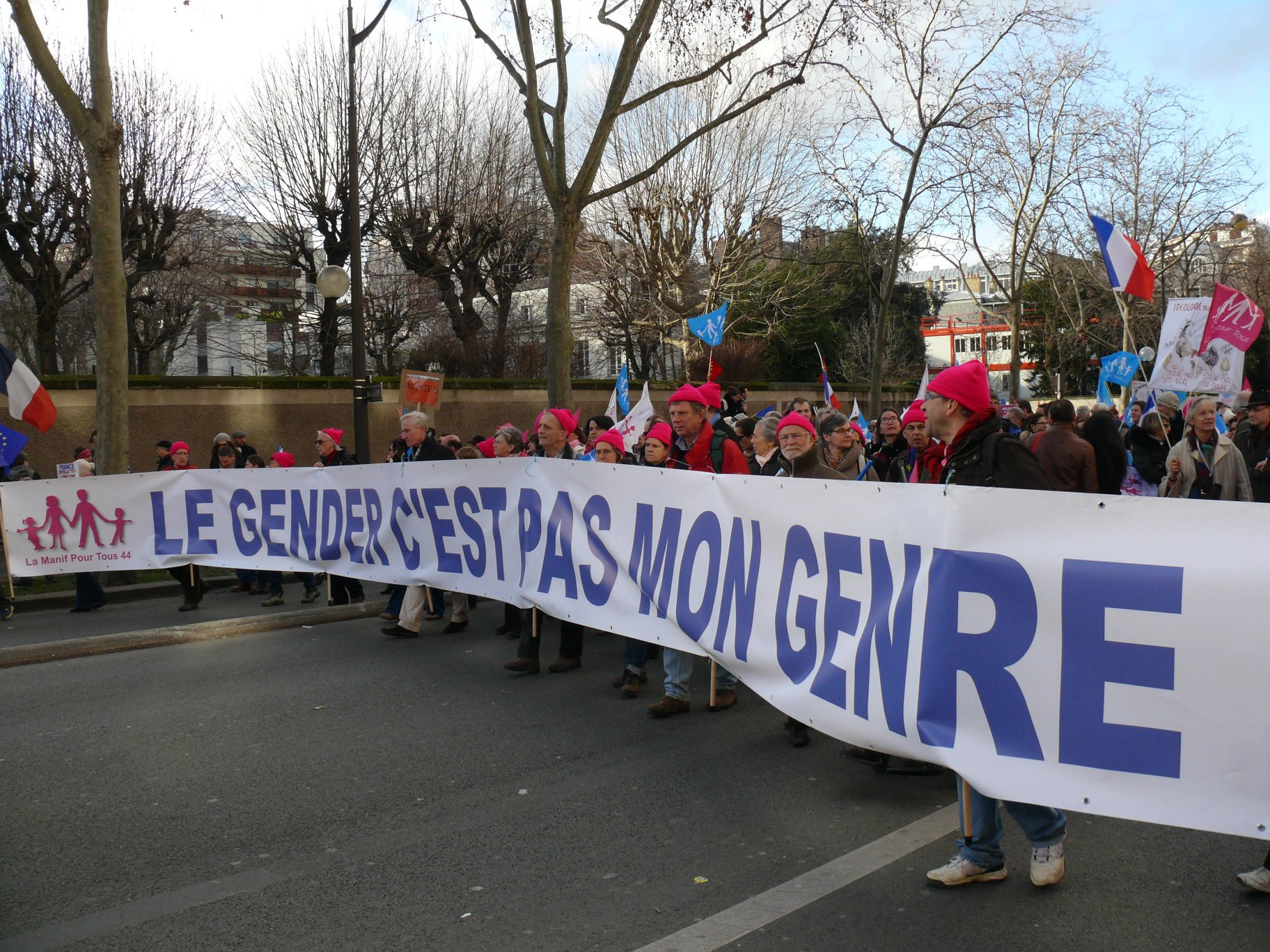
Banderole opposée à la théorie du genre lors de la manifestation du 2 2 2014 à Paris.

Les membres de La Manif Pour Tous condamnent par ailleurs l'enseignement supposé de la « théorie du genre » à l'école, théorie dont l'existence est pourtant réfutée par l'ensemble de la communauté scientifique, qui parle seulement d'« études de genre », à la définition bien différente. La Manif Pour Tous justifie l'utilisation du terme par l'usage qu'en a fait Najat Vallaud-Belkacem, alors conseillère générale du Rhône, en août 2011 et cela en dépit du fait que cette dernière soit revenu, en juin 2013, sur ses déclarations pour affirmer que « la théorie du genre n'existe pas ».
Les militants de La Manif Pour Tous s'opposent ainsi aux ABCD de l'égalité, un programme d'enseignement dont l'objectif affiché est de lutter contre le sexisme et les stéréotypes de genre. D'après Ludovine de La Rochère, le programme du gouvernement vise en effet à « déconstruire […] ce que la famille a apporté à l'enfant » alors que les stéréotypes de genre « sont nécessaires [car] ils sont l'expression de la féminité et de la masculinité, des repères qui permettent de s'identifier et d'identifier les autres comme étant homme ou femme ». La Manif Pour Tous accuse en outre Najat Vallaud-Belkacem de « pousser à l'endoctrinement, d'amener à considérer les élèves comme des êtres neutres, indifférenciés ».
Cette opposition, renforcée par les actions de la militante d'extrême droite Farida Belghoul (à l'origine des « Journées de retrait de l'école »), aboutit finalement au recul du gouvernement, qui annonce le retrait des ABCD de l'égalité le 25 juin 2014.

## Identité visuelle

Logo de la Manif pour Tous (2012–2023)
Logo du Syndicat de la Famille (2023–)

## Analyses politiques

### La Manif Pour Tous et la droite française
Plusieurs commentateurs se sont intéressés à l'impact de la mobilisation contre la loi sur le mariage et l'adoption homosexuels sur la droite française.
En lien avec d'autres mouvements sociaux comme celui des Bonnets rouges en Bretagne, le journal Le Monde s'est interrogé sur l'apparition d'un « mouvement social de droite ».
L'historienne Danielle Tartakowsky et le philosophe Thibaud Collin accordent plus d'importance à l'adossement religieux de l'opposition au mariage homosexuel. Danielle Tartakowsky voit dans cette opposition un « retour en force du religieux dans le champ politique », liée en France à la « désinstitutionnalisation précoce de l’Église catholique, consécutive à la loi de 1905 », obligeant les catholiques à « investir des terrains non institutionnels ». Thibaud Collin, en comparant les anthropologies sous-tendant la mutation de la gauche post-soixante-huitarde et l'approfondissement de la doctrine sociale de l'Église sous le pontificat de Jean-Paul II, conclut que

« le clivage entre le gouvernement et ses opposants est métaphysique puisqu'il engage deux conceptions irréductibles de l’être humain. »

Guillaume Bernard considère également La Manif Pour Tous comme révélatrice d'une « fracture », au sein même de la droite, « entre une droite classique et une droite moderne : la première considère que les corps sociaux sont inscrits et que les valeurs sociales sont données par un ordre cosmologique des choses ; la seconde pense qu'il n'existe pas d'entité sociale ni de valeurs en dehors de la manifestation et de la rencontre de volontés ». De la même façon, un article du Nouvel Observateur souligne l'embarras de la droite et notamment de l'UMP face à ce mouvement, qui l'oblige à choisir entre deux lignes politiques apparemment inconciliables, et qui, dans le même temps, favorise le dialogue entre certaines parties de la droite et de l'extrême droite. Jean-Yves Camus considère également la « charte des municipales » de La Manif Pour Tous comme une « plateforme de convergence » entre des élus allant de la droite à l'extrême droite, en soulignant là encore un accord de fond, « sur une vision de la société ».
Au cours de cette mobilisation, est tout d'abord apparue une frange radicale, qui a contribué à renouveler divers groupes classé à l'extrême droite, notamment identitaires, nationalistes révolutionnaires et catholiques traditionalistes,.

### Un Tea party à la française?
L'hypothèse d'un « Tea Party français », notamment évoquée par la presse américaine, laisse perplexe Jean-Yves Camus, notamment à cause du fonctionnement institutionnel français, favorisant peu l'émergence de « partis citoyens ». Tugdual Denis et al., journalistes à L'Express, relèvent néanmoins que les acteurs concernés revendiquent parfois cette filiation, et qu'il existe bien certaines similitudes, en insistant sur le plan civilisationnel auquel ces opposants placent leur combat.
François-Xavier Bellamy et Gaël Brustier avancent néanmoins que « La Manif pour tous est un vrai mouvement social », en refusant de le comparer trop directement à d'autres mouvements tels que Mai 68 ou le Tea Party américain. Le premier s'attache à souligner l'investissement du terrain culturel par la droite à cette occasion, tandis que le second remarque les caractères conservateur, populiste et identitaire du phénomène.

## Rôle politique

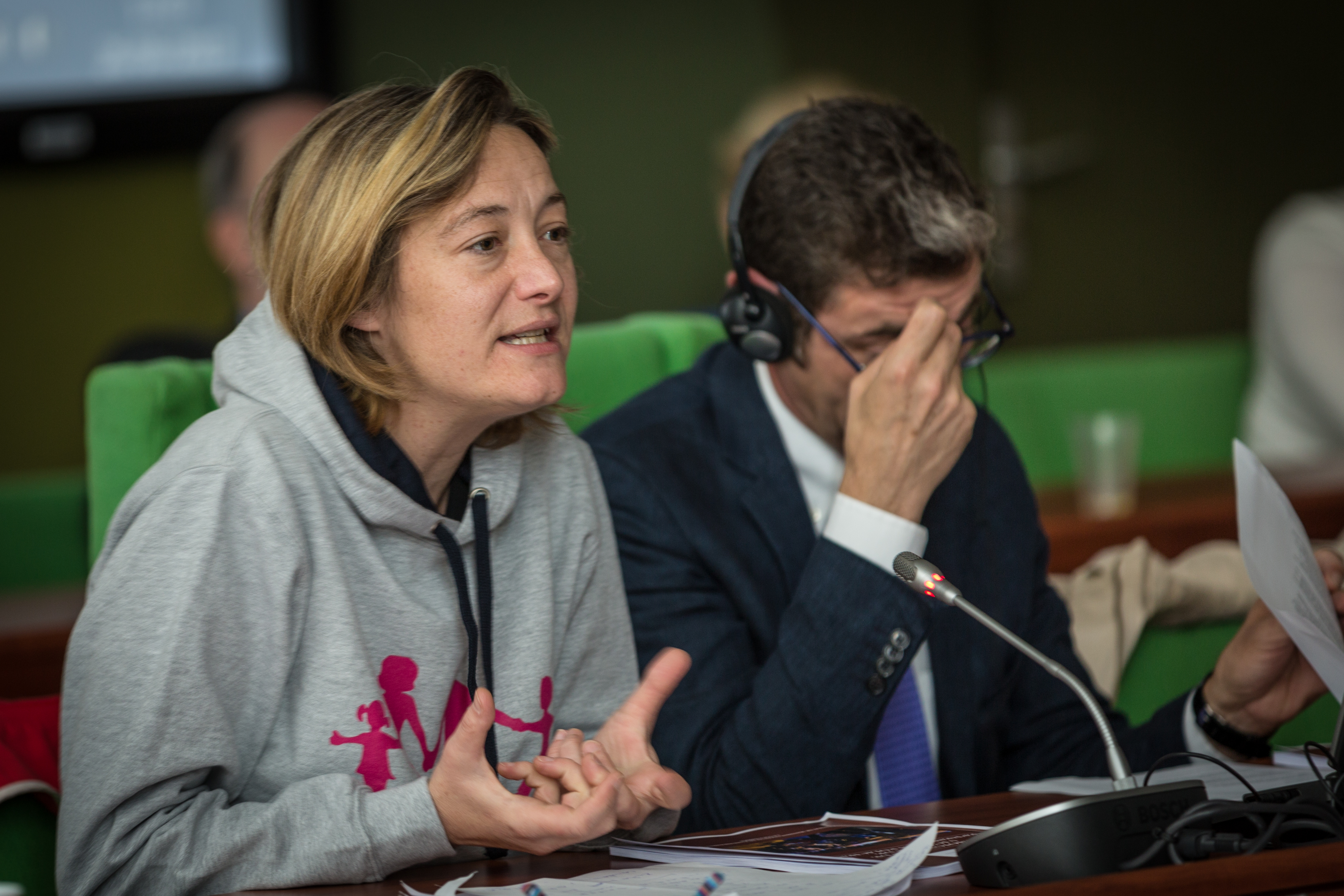
Ludovine de La Rochère à Strasbourg au Conseil de l'Europe le 26 6 2013.

Dès la manifestation du 26 mai 2013, prévue avant la promulgation de la loi mais effectuée après, la question se pose du devenir politique de La Manif Pour Tous. En juin, lors de la primaire UMP en vue des élections municipales de 2014 à Paris, le collectif appelle ses partisans à participer au vote électronique afin de favoriser les candidats s'étant positionnés contre le mariage homosexuel. L'effet de cet appel n'a pas empêché Nathalie Kosciusko-Morizet, qui s'était abstenue sur le projet de loi, de remporter la primaire. Elle sera néanmoins battue par Anne Hidalgo à la Mairie de Paris.

### Université d'été
Après un certain nombre d'actions plus ou moins coordonnées par La Manif Pour Tous au cours de l'été 2013, le collectif organise son université d'été les 14 et 15 septembre. Une campagne d'adhésion est alors lancée, afin de constituer une force politique à même de peser sur les élections municipales et européennes à venir en 2014. Le champ des revendications s'élargit également, pour passer de la simple opposition à la loi sur le mariage homosexuel au « refus du concept de genre, de la procréation médicalement assistée, de la gestation pour autrui » et à la « défense de la filiation, de l'altérité sexuelle ou de l'objection de conscience ». L'idée de constituer des listes pour les élections municipales de 2014, un temps évoquée, est abandonnée au profit d'une approche plus « métapolitique », comme l'explique Erwan Le Morhedec, intervenant sur le thème de « La Manif 2.0 » : « L'idée est d'infuser partout nos idées, de proposer et de ne pas être uniquement dans la réaction à tel ou tel projet de loi »,.
Les 13 et 14 septembre 2014, La Manif Pour Tous tient sa seconde université d'été à Palavas-les-Flots. Les principaux thèmes de réflexion sont la manifestation nationale à venir le 5 octobre, et les moyens de peser sur le débat politique dans la perspective de l'élection présidentielle de 2017.
Les 19 et 20 septembre 2015, La Manif Pour Tous tient sa troisième université d'été à Quiberon, rassemblant 250 personnes. Le thème principal est « la famille patrimoine de l'humanité ». Le mouvement souhaite s'ancrer dans la durée et veut faire entendre sa voix lors des prochaines échéances électorales, en militant toujours pour l'abrogation de la loi Taubira, c'est-à-dire pour « un retour au mariage homme-femme et à la filiation père-mère-enfant »,.
Les 17 et 18 septembre 2016 se tenaient à Etiolles la 4e université d'été de La Manif Pour Tous dans un contexte de préparation à une année électorale. Nicolas Dupont-Aignan et Jean-Frédéric Poisson y sont passés. Chantal Delsol et Tugdual Derville figuraient parmi les intervenants.
À Etiolles encore les 16 et 17 septembre 2017 a eu lieu la 5e université d'été.

### Grenelle de la famille
En octobre 2013, en réaction notamment au projet de loi Famille de la ministre Dominique Bertinotti, La Manif Pour Tous lance un « Grenelle de la famille », en expliquant, par la voix de sa présidente Ludovine de La Rochère, vouloir « participer à la reconstruction de la politique familiale en France ». Des forums thématiques sont organisés dans six provinces, avec des rapports d'experts et la participation du public. À la fin de l'année 2013, quelque 5 000 personnes ont participé selon le magazine Famille chrétienne.

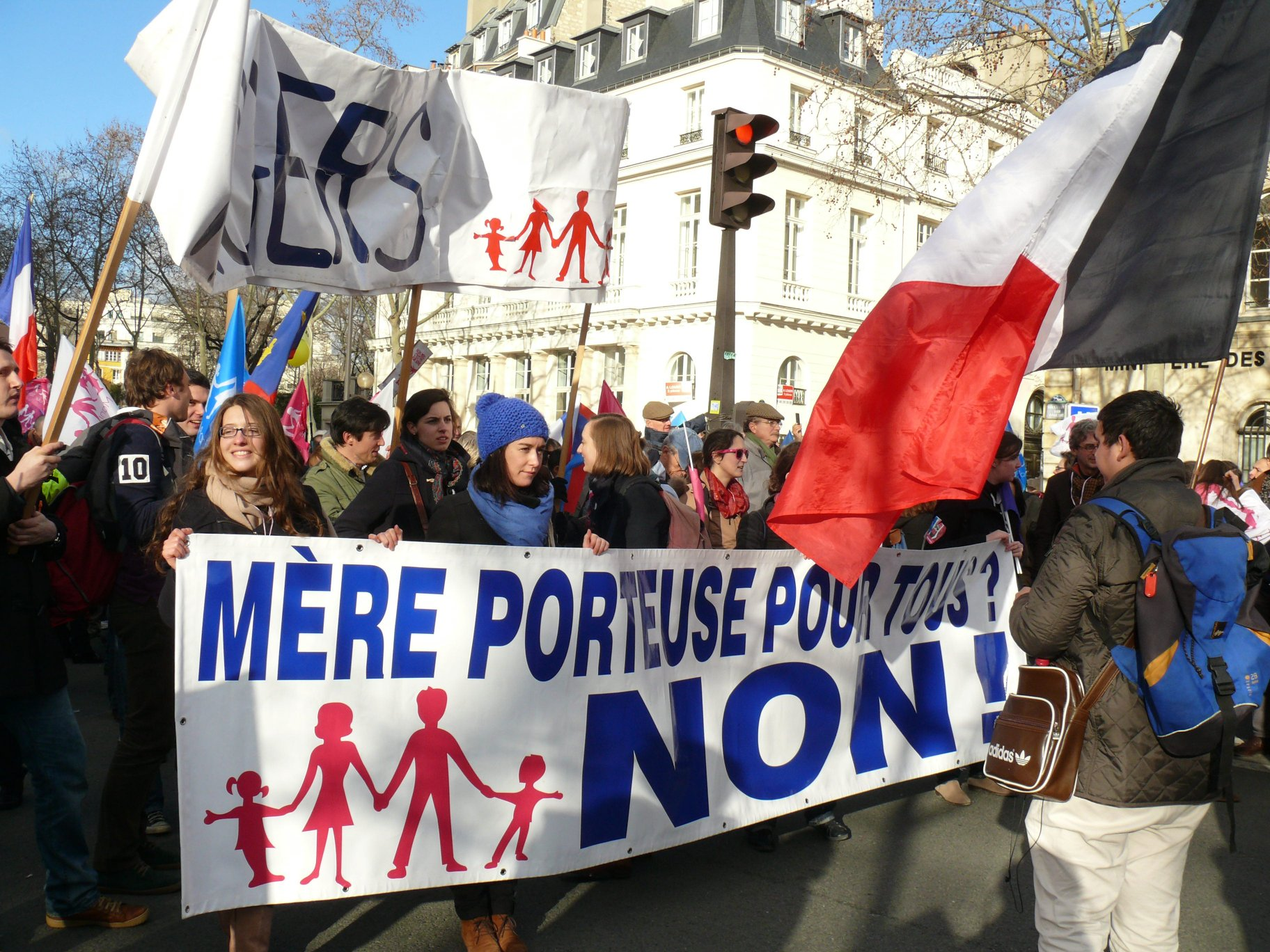
Slogan opposé à la gestation pour autrui lors de la manifestation du 2 2 2014 à Paris.

À l'issue de la manifestation du 2 février 2014, le collectif réaffirme son opposition à toute avancée concernant la légalisation de la PMA pour les homosexuels et de la GPA pour tous, mais réclame aussi la suspension de l'« expérimentation des ABCD dits de l'égalité », la création d'une commission d'enquête parlementaire sur le sujet et la concertation des parents d'élèves et des associations familiales. Il demande également « la révision des mesures fiscales qui concernent la famille », et Ludovine de La Rochère invite la ministre de la Famille Dominique Bertinotti aux conclusions du Grenelle de la famille de La Manif Pour Tous, le 8 mars à la Mutualité à Paris.
Le lendemain, face au succès de cette manifestation, le gouvernement dit renoncer à toute avancée concernant la PMA et la GPA et décide finalement de retirer son projet de loi Famille pour l'année 2014. Ce revirement provoque de vives réactions à gauche, tandis que La Manif Pour Tous se félicite de cette victoire tout en affirmant rester mobilisée,.
Les conclusions du Grenelle de la famille sont dévoilées comme prévu le 8 mars 2014 à la Mutualité à Paris, en l'absence de la ministre Dominique Bertinotti, invitée par les organisateurs, qui déclare avoir « à cœur de rappeler le vrai sens du 8 mars », la Journée du droit des femmes. Un projet alternatif de loi Famille est proposé à cette occasion, contenant 10 principes et 38 propositions, que plusieurs députés de l'Alliance parlementaire pour la famille se sont engagés, selon La Manif Pour Tous, à proposer au Parlement dans un futur texte de loi,.

### Élections municipales et européennes de 2014

#### Élections municipales
En novembre 2013, La Manif Pour Tous lance une « charte des municipales », en vue de la proposer à tous les candidats aux élections municipales de 2014, de « tous les partis politiques ». Cette charte s'articule autour de trois thèmes : la vie politique, la politique familiale communale et la politique éducative et de la jeunesse. La Manif Pour Tous souhaite « l'application d'une vraie politique familiale communale » en particulier en ce qui concerne les « transports, crèches, cantines et autres services assurés par la commune ». Le collectif réaffirme également à cette occasion son opposition à ce qu'il nomme, avec d'autres, la « théorie du genre » : « Les signataires doivent s'engager à préserver les enfants d'expérimentations sur le « genre » et à lutter contre la drogue et la pornographie ». Trois cents candidats ont déjà signé la charte lors de son lancement selon Le Figaro et une centaine de sympathisants de La Manif Pour Tous se sont par ailleurs lancés en politique à l'occasion des municipales, avec ou sans étiquette de parti.
En janvier 2014, Ludovine de La Rochère confirme que La Manif Pour Tous ne prévoit pas de présenter directement des candidats aux élections municipales de 2014. Elle précise même que « ceux qui voudront être candidats devront quitter leurs fonctions au sein de notre mouvement ». En mars, la « charte des municipales » a été signée par près de 2 000 candidats, dont 57 % sans étiquette, 20 % à l'UMP-UDI-MoDem, 19 % au Front national et 4 % de divers. Au soir des élections, elle a été signée par 2 300 candidats, dont 690 têtes de liste. 85 % d'entre elles sont élues, et si de rares listes ont véritablement été « labellisées Manif pour tous », l'UMP témoigne de l'engagement de nombreux militants de La Manif Pour Tous à ses côtés.
À la suite des élections municipales, le président de la République François Hollande opère un remaniement ministériel qui fait de Laurence Rossignol la nouvelle secrétaire d'État à la Famille et aux personnes âgées. Ludovine de La Rochère déclare voir là « une provocation », au regard des prises de position sociétales et de certaines déclarations agressives de Laurence Rossignol à l'égard de La Manif Pour Tous, faites quelques semaines auparavant. Laurence Rossignol reçoit cependant le collectif en avril, ce que sa prédécesseure avait toujours refusé de faire. Lors de cette entrevue, à laquelle participent également l'Avenir pour tous de Frigide Barjot et les Associations familiales catholiques, Laurence Rossignol confirme les déclarations récentes du Premier ministre Manuel Valls selon lesquelles « le gouvernement s'opposerait à tout texte ou amendement sur la PMA », sans pour autant dessaisir le Comité consultatif national d'éthique de la question de la PMA. De même, elle rappelle son opposition de principe à la GPA, sans pour autant revenir sur la circulaire Taubira, qui facilite l'obtention d'un certificat de nationalité française aux enfants nés à l'étranger par GPA. La Manif Pour Tous se déclare « rassurée » mais « vigilante » après ces déclarations, tandis que plusieurs associations LGBT voient là « une reculade » et « une trahison ».

#### Élections européennes
Pendant plusieurs mois, La Manif Pour Tous maintient l'hypothèse, évoquée lors de son université d'été en septembre 2013, de présenter des candidats aux élections européennes. Elle y renonce finalement en avril 2014, et lance comme pour les municipales une charte « Europe for Family », dont la liste des signataires doit être rendue publique sur le site internet du même nom. La nature des engagements reste également la même que pour les municipales : la préservation du mariage en tant qu'« engagement pris entre un homme et une femme », la préservation de la filiation père-mère-enfant, le refus de la gestation pour autrui et ne pas promouvoir l'« identité de genre ». Dans le cadre européen, s'y ajoute également l'idée que « la politique familiale est du ressort de chaque État ».

### Élections régionales 2015
La Manif Pour Tous organise des meetings dans plusieurs villes de France. Intitulés « Questions pour un président de région », ces meetings accueillent plusieurs candidats aux élections régionales afin qu'ils présentent leur programme et répondent aux questions. À l'exception de Marine Le Pen et de Christian Estrosi, tous les candidats de la droite et du centre ont répondu à l'invitation tels que Marion Maréchal Le Pen, Xavier Bertrand, Nicolas Dupont-Aignan, Laurent Wauquiez, ou encore Valérie Pécresse. La Manif Pour Tous se félicite que tous les candidats de droite qui ont été élus sans soutien de la gauche ont participé à leurs meetings. Valérie Pécresse, élue présidente du conseil régional d'Ile-de-France, avait même placé 6 sympathisants de la Manif pour tous sur sa liste puis nommé Caroline Carmantrand, une figure de l'opposition au Mariage Pour Tous, présidente de la commission Famille et Action sociale au conseil régional d’Île-de-France.

### Association «Sens commun»
L'engagement en politique de certaines figures du mouvement a également pris la forme d'une association, Sens commun, dont le nom est emprunté à Antonio Gramsci, théoricien de la guerre culturelle. Il s'agit d'une association politique intégrée à l'UMP, qui ambitionne de la pousser à revenir sur la loi Taubira et à « restaurer le mariage homme-femme », mais pas seulement. Son objectif est de remettre au premier plan la notion de bien commun en « [réconciliant] la politique avec le réel », estimant que « nous avons trop souvent choisi de nier le réel pour mieux imposer la satisfaction de nos intérêts immédiats ». Lors du lancement officiel de l'association au sein de l'UMP en décembre 2013, ses fondateurs affirment l'ambition de « peser de tout [leur] poids » lors des primaires UMP pour l'élection présidentielle de 2017 pour « qu'émerge un candidat le plus proche possible de [leurs] valeurs ». Ils reçoivent notamment le soutien de Charles Beigbeder.
À l'issue des élections municipales de 2014, Sens commun revendique une « cinquantaine d'élus » parmi ses rangs. En avril 2014, lors d'un meeting tenu au siège de l'UMP à Paris, l'association dévoile son manifeste, ayant vocation à devenir une pétition et intitulé « La Droite que nous voulons ».
En novembre 2014, peu avant son élection à la tête de l'UMP, Nicolas Sarkozy parle pour la première fois d'abrogation concernant la loi Taubira, lors d'un meeting organisé par Sens commun. En décembre, il nomme au poste de secrétaire nationale de l'UMP Madeleine de Jessey, porte-parole de Sens commun. Sébastien Pilard explique vouloir « peser sur la primaire ». Organisés en groupe de pression, ses responsables disposent de six postes clés dans la direction des Républicains avec le soutien de Nicolas Sarkozy, dont l'anti-IVG Catherine Giner déléguée nationale chargée de la famille. Dans le cadre de la primaire, Sens commun soutient François Fillon.
Le mouvement obtient cinq investitures Les Républicains aux élections législatives de 2017.
En 2021, à la suite de l'investiture de Valérie Pécresse pour l'élection présidentielle de 2022 par le parti Les Républicains, le mouvement se rallie à la candidature d'Éric Zemmour.

### Transformation en parti politique
Après s'être longtemps présentée comme « une organisation apolitique », La Manif Pour Tous se transforme officiellement en parti politique le 24 avril 2015. Cependant, La Manif Pour Tous se défend de vouloir présenter des candidats aux élections et décrit son changement de statut comme une simple « décision technique ». Pour les analystes, cette évolution trouverait en réalité son origine dans des motivations plutôt financières, les donateurs des associations à caractère politique bénéficiant automatiquement de déductions fiscales importantes,.

### Élection présidentielle de 2017
Certains élus LR comme François Fillon, par intermittence Nicolas Sarkozy, Laurent Wauquiez ou Bruno Retailleau restent très attentionnés pour les militants de la Manif pour tous, qui sont représentés et actifs dans des municipalités conquises en 2014 par la droite comme Angers ou Tours.
Au cours de la « primaire ouverte de la droite et du centre » en vue de l'élection présidentielle de 2017, La Manif Pour Tous organise une manifestation en vue de peser sur les candidats aux primaires. Candidat à la primaire, Jean-Frédéric Poisson, issu du Parti chrétien-démocrate, est le seul à s'être déplacé à la manifestation du 16 octobre 2016. En février 2017, Emmanuel Macron, pourtant favorable à la loi Taubira confie à L'Obs : « Une des erreurs fondamentales de ce quinquennat a été d’ignorer une partie du pays qui a de bonnes raisons de vivre dans le ressentiment et les passions tristes. C’est ce qui s’est passé avec le mariage pour tous, où on a humilié cette France-là. »
Cette déclaration crée la polémique et provoque la réplique cinglante de nombreux pourfendeurs dont Christiane Taubira qui déclare :

« Qui a été humilié ? Celle qu'on traitait de guenon tous les matins ? […] à l'inverse qu'on trouve un quart de virgule où j'aurais tenu un propos humiliant. Ce n'est pas faute d'en avoir entendu […]. Les agressions physiques homophobes, c'est La Manif pour tous qui les a supportées ? Les insultes homophobes, la disqualification de toute famille en dehors de celle avec un papa, une maman, un petit garçon et une petite fille… Ces gamins qui ont entendu qu'on les traitait d'“enfants Playmobil”. Elle était dans quel camp l'humiliation ? »

En mars 2017, et notamment à l'occasion du rassemblement du Trocadéro du 5 mars, destiné à soutenir une candidature de plus en plus fragilisée de François Fillon, la « cathosphère » et plus particulièrement Sens commun, affiche son soutien à ce candidat : « la nébuleuse issue de la Manif pour tous mobilise ses troupes pour soutenir la candidature de plus en plus fragile de François Fillon. Le dernier carré de fidèles autour du candidat mise sur une levée en masse du « peuple de droite », comme aux grandes heures des défilés anti-mariage gay de 2013 »[réf. nécessaire]. Son président dit vouloir mobiliser son réseau pour une manifestation de soutien au candidat. De son côté, Ludovine de La Rochère, présidente de la Manif pour tous, précise que le collectif ne soutient pas cette manifestation et qu'elle n'y participera pas personnellement.

## Critiques et affaires en justice

### Accusation d'homophobie

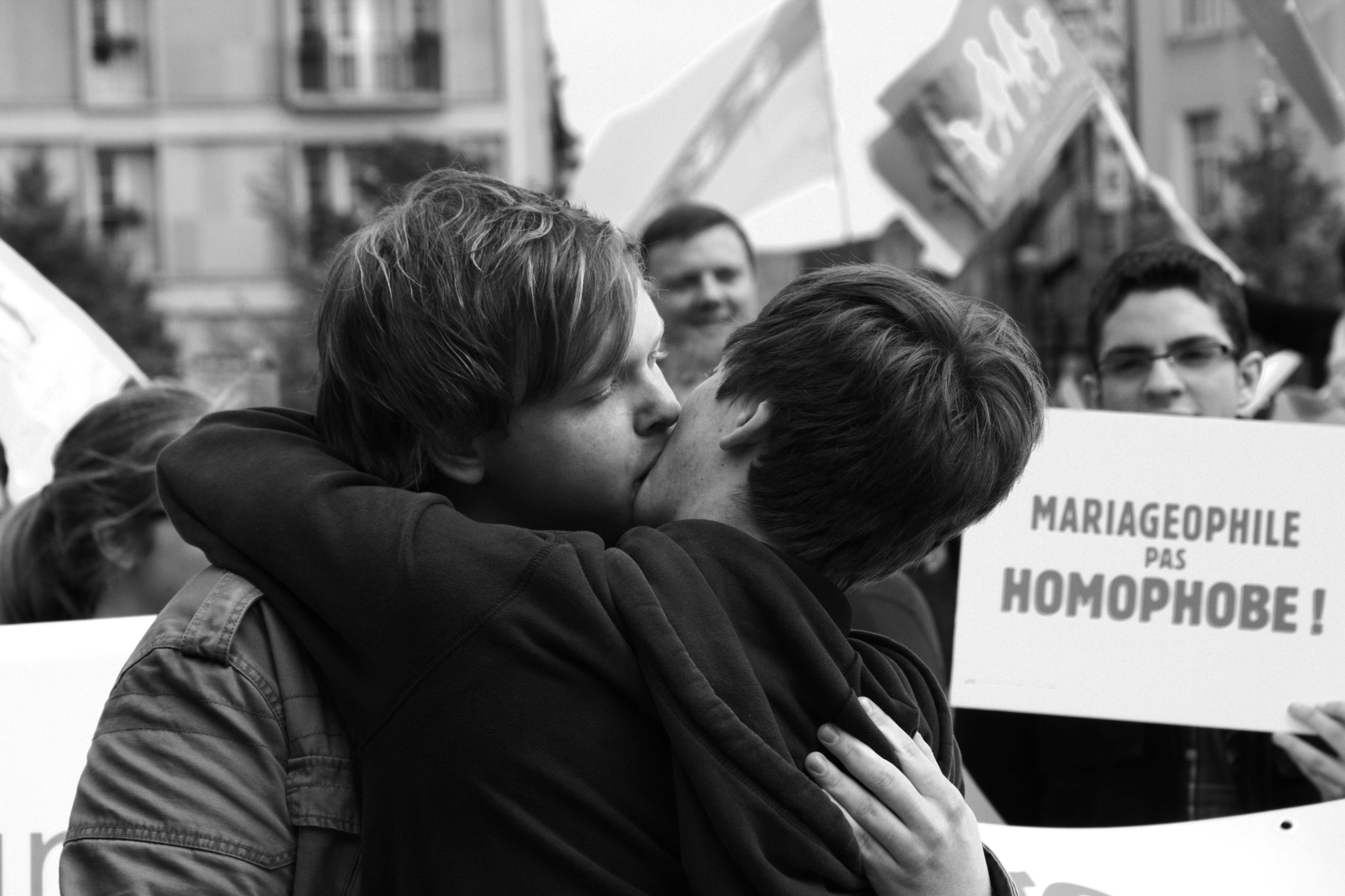
Des kiss-in ont été organisés par des partisans du « mariage pour tous » (ici à Strasbourg) afin de dénoncer des manifestations jugées parfois homophobes.

L'une des critiques les plus souvent adressées à la Manif pour tous par les partisans de la loi Taubira est que son combat serait motivé par l'homophobie et le refus d'accorder l'égalité des droits aux personnes LGBT.
Libération estime ainsi que « dans les rangs [des opposants] court une homophobie ordinaire qui consiste à manifester pour le maintien d’une discrimination ». Selon le journal, « l’homophobie [des opposants] semble aussi refoulée que l’homosexualité devrait l’être à leurs yeux », et les personnes interrogées assurent ne pas être homophobes, tout en approuvant « la doctrine officielle de l’Église qui, si elle ne condamne pas les personnes homosexuelles, réprouve la pratique de l’homosexualité, considérée comme un acte “désordonné” ».
Selon l'universitaire et militant Louis-Georges Tin, directeur du Dictionnaire de l'homophobie, l'opposition au mariage homosexuel est « en soi » constitutive d'homophobie.
Soucieuse de démontrer son rejet de l'homophobie, Frigide Barjot annonce quant à elle, en avril 2013, qu'elle va faire un don à l'association Le Refuge (qui offre un foyer à des jeunes chassés de leur famille à cause de leur homosexualité). Mais cette déclaration soulève des critiques et l'association, qui refuse d'être instrumentalisée par les opposants au « mariage pour tous », n'accepte pas le don,.
Certains médias pointent du doigt un décalage entre le discours officiel de La Manif Pour Tous et l'attitude de ses manifestants. Bruno Roger-Petit, dans un billet sur le Plus du Nouvel Observateur, relève que, pour éviter tout débordement homophobe à l'occasion de la première grande manifestation nationale de janvier 2013, La Manif Pour Tous impose que seuls ses logos et slogans soient repris dans les cortèges et non ceux d'autres mouvements politiques et religieux, l'objectif étant que l'association n'apparaisse pas « comme une mobilisation de la droite contre la gauche, des catholiques contre les anticatholiques et des hétérosexuels contre les homosexuels ». Libération remarque par ailleurs que, lors de cette manifestation de janvier 2013, le slogan de Frigide Barjot « on aime les homos, on aime les homos » est accueilli très mollement. De son côté, Le Point note les efforts des organisateurs pour gommer tout slogan homophobe lors du défilé du 20 avril 2013 et explique que « chaque fois qu'un slogan trop exalté se faisait entendre, la sono de l'organisation le couvrait d'une phrase “autorisée”, plus lisse ».
Malgré tout, plusieurs personnalités LGBT et militantes continuent d'accuser La Manif pour tous de contribuer à un climat ambiant d'homophobie. Myriam Haegel, alors journaliste chez Madmoizelle, a déclaré: "Comment peut-on avoir l’indécence de prétendre se dresser contre l’homophobie, après avoir fait de grandes manifestations publiques scandant que les personnes homosexuelles et bisexuelles n’ont pas à avoir les mêmes droits que les autres ? Comment peut-on jurer ne pas encourager les LGBTphobies, quand on a mené des mobilisations ancrées dans un contexte d’explosion de la violence ?"
Christophe Martet, directeur de publication du journal LGBT Komitid, déclarant à propos du suicide très médiatisé d'un collégien ayant subi un harcèlement homophobe « Ce qui a changé aussi, c’est que nombre de politiques encore en poste étaient au premier rang des manifs homophobes de la Manif pour tous, entre 2012 et 2014. Deux longues années durant lesquelles les pires attaques ont été proférées contre les couples de même sexe, leurs familles, leurs enfants. On nous a traité de tous les noms. Cela a laissé des traces. Et avez-vous entendu un seul mea culpa ? Ces politiques, avec leur notoriété et leur réseau d’influence, ont contribué à rendre légitime la parole LGBTphobe. ».
En 2021, Le Monde publie un article recueillant des témoignages de personnes LGBT regrettant d'avoir été associés La Manif pour tous.
En janvier 2023, la chanteuse Hoshi, évoquant le « harcèlement lesbophobe » qu'elle subirait depuis plusieurs années, déclare sur France Inter « Les premières personnes qui sont venues m’attaquer en privé c’était des gens qui s’associaient à la Manif pour Tous. »

### Critiques de l'opposition à la "théorie du genre"
L'opposition revendiquée de La manif pour tous à la "théorie" du genre a été très critiquée dans les milieux féministes et LGBT, selon lesquels cette opposition n'a que des bases pseudoscientifiques et contribue à torpiller la lutte contre les LGBTphobies, le sexisme et les violences faites aux femmes.

### Affaires en justice
La justice a décidé qu'il n'était ni injurieux ni diffamatoire de qualifier la Manif pour tous d'« homophobe ». L'association Act Up-Paris a diffusé en 2013 des affichettes portant le logo de l'organisation barrées de la mention « homophobe » ; à la suite la plainte de la Manif pour tous, le tribunal correctionnel de Paris a jugé en 2017 que cette qualification n’était « pas diffamatoire ». La cour d'appel de Paris avait initialement estimé que la qualification publique d'« homophobe » était une injure publique et condamné en ce sens la présidente d'Act Up Paris, mais la Cour de Cassation a annulé sans renvoi cette condamnation le 23 janvier 2018,.
La Manif Pour Tous porte plainte à nouveau pour « injure publique », reprochant à Act-up d'avoir déployé des banderoles portant des slogans tels que « homophobes », « assassins », et « complice du sida » à l'occasion d'une conférence de Ludovine de la Rochère à Toulouse en 2017. En novembre 2019, l'ancienne présidente d'Act-up est condamnée en première instance pour injures publiques, mais le jugement est annulé en appel en 2021,.
En 2013, lors de l'année des débats, le rapport annuel de SOS homophobie avance qu'il y aurait une augmentation de 78% des signalements des actes homophobes par rapport à 2012. De nombreuses personnes ou associations accusent alors la Manif pour tous qui aurait libéré la parole et les actes homophobes en France par ses actions et sa surexposition médiatique,,.
Dès 2014 et à plusieurs reprises ensuite, l'ex-leader Frigide Barjot reconnait et s'excuse de l'homophobie que le mouvement qu'elle a dirigé a pu engendrer.
En janvier 2018, l'association Urgences Homophobie, dépose plainte à la suite d'un tweet de l'antenne lyonnaise de La Manif Pour Tous, qui insinuerait que cette même association soutient le trafic d'enfant à la suite d'un post de soutien au chanteur Ricky Martin.

#### Propos de leaders et personnalités médiatiques associées
Plusieurs leaders de l'association ont suscité la polémique dès les débuts de l'association et ont été accusés d'homophobie. Ainsi, Frigide Barjot égérie médiatique du mouvement, a dès janvier 2013 sur une émission de NRJ12, comparé le mariage homosexuel au « mariage pour animaux » créant l'ire des autres invités sur le plateau. En janvier 2013 lors d'une conférence UMP, Tugdual Derville alors porte parole national, a comparé les homosexuels à des personnes handicapés mentales " qui souffrent aussi de l’impossibilité pour elles de se marier". Laurence Tcheng, autre porte parole national, en décembre 2012, déclare lors d'une conférence enregistrée à son insu, que les homosexuels sont "comme des enfants qui font un caprice", que ce projet de loi est "mortifère" et qu'elle n'a rien contre Civitas.
De nombreuses personnalités politiques ou religieuses, soutiens ou participants aux manifestations, vont également aussi faire l'objet d'accusations d'homophobie. Le Cardinal Barbarin, qui avait été invité à de plusieurs reprises à participer aux manifestations, a lors d'une interview à RCF en septembre 2012, fait l’amalgame entre le mariage pour les homosexuels avec l'inceste et la polygamie. Du côté politique, on peut citer entre autres le député et psychiatre Nicolas Dhuicq, participant régulier lors des rassemblements de la Manif pour tous, qui lors des débats à l'assemblée nationale dit: "Les enfants d’homos sont des terroristes en puissance". Des nombreuses critiques homophobes des personnalités médiatiques du mouvement ou de simples militants font naitre de nombreux sites ou comptes de réseaux sociaux pour servir de référencement.
En septembre 2018, lors de l'université d'été de la Manifpourtous, le président des Associations Familiales Catholiques, Jean-Marie Andrès déclare "Nous devons être sérieux, le problème c’est pas que les PD" sous les acclamations de l'assemblée de militants. L'association SOS homophobie dépose plainte,,.

#### Soutiens et luttes contre les droits LGBT dans le monde
À partir 2013, la Manif pour tous participe activement à la création d'une branche italienne de l'association. En janvier 2016, elle apporte son soutien et une aide logistique pour lutter contre l'union civile proposée par la gauche italienne,.
Au niveau européen, La Manif Pour Tous dénonce le rapport de la députée écologiste autrichienne Ulrike Lunacek qui propose aux États membres une ligne de conduite contre l'homophobie et les discriminations liées à l'orientation sexuelle. D'après Le Monde, « les opposants au mariage homosexuel dénoncent un texte élaboré par le “lobby LGBT” avec pour objectif d'imposer, selon eux, l'agenda gay aux législations des vingt-huit États membres. » Selon les termes d'une pétition en ligne lancée par La Manif Pour Tous, le rapport Lunacek « détourne une politique de non-discrimination pour créer des privilèges au profit de certains citoyens sur la base de leur sexualité ».

### Violences durant les manifestations

#### Violences contre les manifestants
Le 24 mars 2013, 300 personnes refusent de quitter les Champs Élysées pourtant interdits à la manifestation. Ils sont expulsés à coups de matraque et de gaz lacrymogènes par les forces de l'ordre qui effectuent une centaine d'interpellations,.
Selon le Figaro, le défenseur des droits critiques l'attitude de la police envers les manifestants de la Manif pour tous : "Dans un arrêt daté du 25 novembre 2015, mais rendu public fin décembre, le Défenseur des droits Jacques Toubon critique une nouvelle fois l'usage disproportionné de la force contre les manifestants contre le mariage homosexuel. Il avait été ainsi par des membres du groupuscule de la Manif pour tous « les Mères Veilleuses », qui « estiment avoir été arbitrairement encerclés et maintenus à l'intérieur d'un cordon durant plus de deux heures à Paris, le 9 décembre 2013 ». Ce jour-là, une quarantaine de mères de famille avaient manifesté leur opposition à la loi de façon pacifique près du Mur pour la Paix au Champ de Mars (…). Le Défenseur des droits a conclu que « la mesure litigieuse était manifestement disproportionnée, notamment au regard de sa durée et du risque quasi inexistant de trouble que le manifestantes étaient susceptibles de causer à l'ordre public. »,
Le conseil de l'Europe a aussi critiqué le comportement de la police française : « Dans le texte, les représentants des Parlements des 47 pays membres du Conseil de l'Europe demandent aux autorités de « veiller à ce que l'action de la police, si elle est nécessaire, reste proportionnée », dénonçant notamment le « recours aux gaz lacrymogènes à l'encontre de manifestants pacifiques ». « Quatre personnes ont été blessées et plusieurs centaines ont été arrêtées », souligne-t-il. L'Assemblée appelle également les États «à mener des enquêtes diligentes concernant le recours excessif ou disproportionné à la force par des membres des forces de l'ordre » et «à élaborer des directives claires relatives à l'usage de gaz lacrymogène (gaz poivre)», à proscrire « dans des espaces confinés » »,.

#### Violences homophobes
Le 12 avril 2013, à Lille, 3 jeunes hommes sortant de la manifestation locale de la Manifpourtous se postent devant le bar LGBT le "Vice et Versa". Ils profèrent de multiples insultes homophobes, font des dégâts sur la terrasse et agressent 3 employés qui sont légèrement blessés. La coordinatrice locale de la Manif pour tous nie au journal télévisé de France 2 que ce sont des militants de son association mais que ce sont des "initiatives citoyennes". Les 3 agresseurs seront condamnés à 6 mois de prison avec sursis et le caractère homophobe ne sera pas retenu par la justice pour vice de procédure,.
Également en avril 2013, plusieurs militants de la Manif pour tous, habillés du logo officiel, se sont filmés en train de vandaliser l'Espace des Blancs-Manteaux où se déroulait le Printemps des associations LGBT. Action revendiquée par Béatrice Bourges et où a pu être identifié Samuel Lafont, conseiller national UMP. Cette action sera un des points de départ de la scission entre le Printemps Français et la Manif pour tous. Cette dernière se désolidarisera de cette action réalisée par certains de ses militants car elle considère que cela est homophobe. Plusieurs plaintes ont été déposées.
En mai 2019, une dizaine d'étudiants de l'ICES, dont certains portant des sweats et des drapeaux avec le logo de La Manif Pour Tous, ont saccagé un stand LGBT à La Roche-sur-Yon, brulé un drapeau LGBT, le tout suivi d'insultes. Ils ont également frappé deux militants des droits de l'homme qui se sont vus prescrire plusieurs jours d'ITT. Trois étudiants seront expulsés de façon définitive de leurs faculté catholique, 9 écoperont d'un sursis. Lors du procès en septembre 2019, cinq d'entre eux sont condamnés à des peines de sursis pour violence ou vol avec dégradation. Les condamnations à des travaux d’intérêt général ont été prononcées en première instance mais l'homophobie n'avait pas été retenue par le tribunal, ce qui provoque la colère des quatre associations de la défense. Les peines prononcées sont infirmées en appel par une relaxe générale des faits d'injures et d'entraves. La présidente de La Manif Pour Tous réfute une nouvelle fois que ces militants fassent partie de son mouvement et condamne ces actes.
En septembre 2019, le local de l’association LGBT Quazar d'Angers est vandalisé par des colleurs d'affiches de La Manif Pour Tous. L'association dépose plainte,.
Durant la manifestation d'octobre 2019 contre l'extension de la PMA aux couples de femmes et aux femmes célibataires, l'équipe de l'émission Quotidien filme des militants d'extrême droite décrochant un drapeau LGBT d'un balcon avant de se faire agresser par ceux-ci. La Manif Pour Tous condamne les violences.
Selon Jean-Yves Camus des groupuscules d'extrême droite essaieraient de tirer profit de la Manif pour tous, mais sans être à la manœuvre : "Plusieurs groupuscules d'extrême droite - le GUD, le Renouveau français, le Bloc identitaire, les Jeunesses nationalistes - se sont greffés aux manifestations organisées par le collectif la Manif pour tous et essayent d'en tirer parti. Mais ils ne sont pas, comme on a pu le dire, à la manœuvre. Si leurs militants sont impliqués dans les actions les plus violentes, ils ne représentent qu'un petit noyau de l'ensemble des opposants au mariage homosexuel. On compte ainsi entre 1000 et 1 500 militants au Bloc identitaire (eux en revendiquent 3000). Les Jeunesses nationalistes fédèrent 500 à 600 personnes, le Renouveau français environ 300 et le GUD, 50 à Paris et 50 à Lyon. La caractéristique de ces groupes est qu'ils existaient déjà avant le débat sur le mariage gay et qu'ils perdureront après.

#### Violences contre des policiers et des journalistes
Le 23 avril, quelques centaines de manifestants refusent de quitter la place des Invalides quand les organisateurs sonnent la fin de la manifestation vers 21h50. Vers 22h30, les policiers sont la cibles de pavés, pétards et projectiles divers. Un commissaire de police est blessé et amené aux urgences après une perte de connaissance. Vers 23h00, des journalistes, traités de « collabos, salauds et pourris », sont pris à partie par des manifestants agressifs,.
Après la validation de la loi par le conseil constitutionnel le 17 mai, plusieurs manifestations sans lien avec la Manif pour tous ont eu lieu près du Panthéon et de la Bastille. Un commissaire de police est aspergé de liquide allume-feu par un opposant au mariage homosexuel.
Durant la grande manifestation du 26 mai 2013, 36 personnes ont été blessées dont 34 policiers et 1 journaliste de l'AFP en marge des trois cortèges de la Manif pour tous et du cortège regroupant Civitas et le Printemps français,.
Lors de la manifestation d'octobre 2019, contre l'extension de la PMA aux couples de femmes et aux femmes seules, une équipe du talk-show Quotidien de TMC a vue une partie de son matériel détruit au sein de la foule,,. Les agresseurs sont Yvan Benedetti et Hervé Ryssen, deux Gilets jaunes d'extrême droite expulsés en 2011 du Front national pour antisémitisme. Le groupe TF1 a décidé de porter plainte. La présidente de La Manif Pour Tous a une nouvelle fois condamné ces violences. Pour Albéric Dumont, coordinateur national, cela s'est passé en dehors du parcours, ce que réfutent les journalistes de TMC.

### Accusation de racisme
Tout au long de l'année 2013, la polémique sur le mariage homosexuel donne lieu à une série de débordements qui seraient racistes qui mettent à mal l'image de La Manif Pour Tous. Le collectif critique par les suites les sympathisants qui seraient impliqués dans ces actions.
Début mai, un internaute publie ainsi, sur Twitter, une affiche présentant Christiane Taubira sous les traits d'un gorille géant menaçant un cortège de la Manif pour tous. Réalisée dans le but de promouvoir la manifestation « monstre » prévue par le collectif le 26 mai 2013, l'image fait scandale. Surpris par l'ampleur des réactions, l'internaute efface finalement son affiche de Twitter tandis que La Manif Pour Tous condamne son initiative, précisant qu'elle ne s'inscrit ni dans la ligne, ni dans la charte, ni dans l'esprit ni dans le ton du collectif. Avant cette polémique, deux affiches de La Manif Pour Tous ont déjà fait parler d'elles en mars : la première parce qu'elle représentait Christiane Taubira en train de fesser un enfant avec le code civil et l'autre parce qu'elle associait le « mariage pour tous » à un acte terroriste.

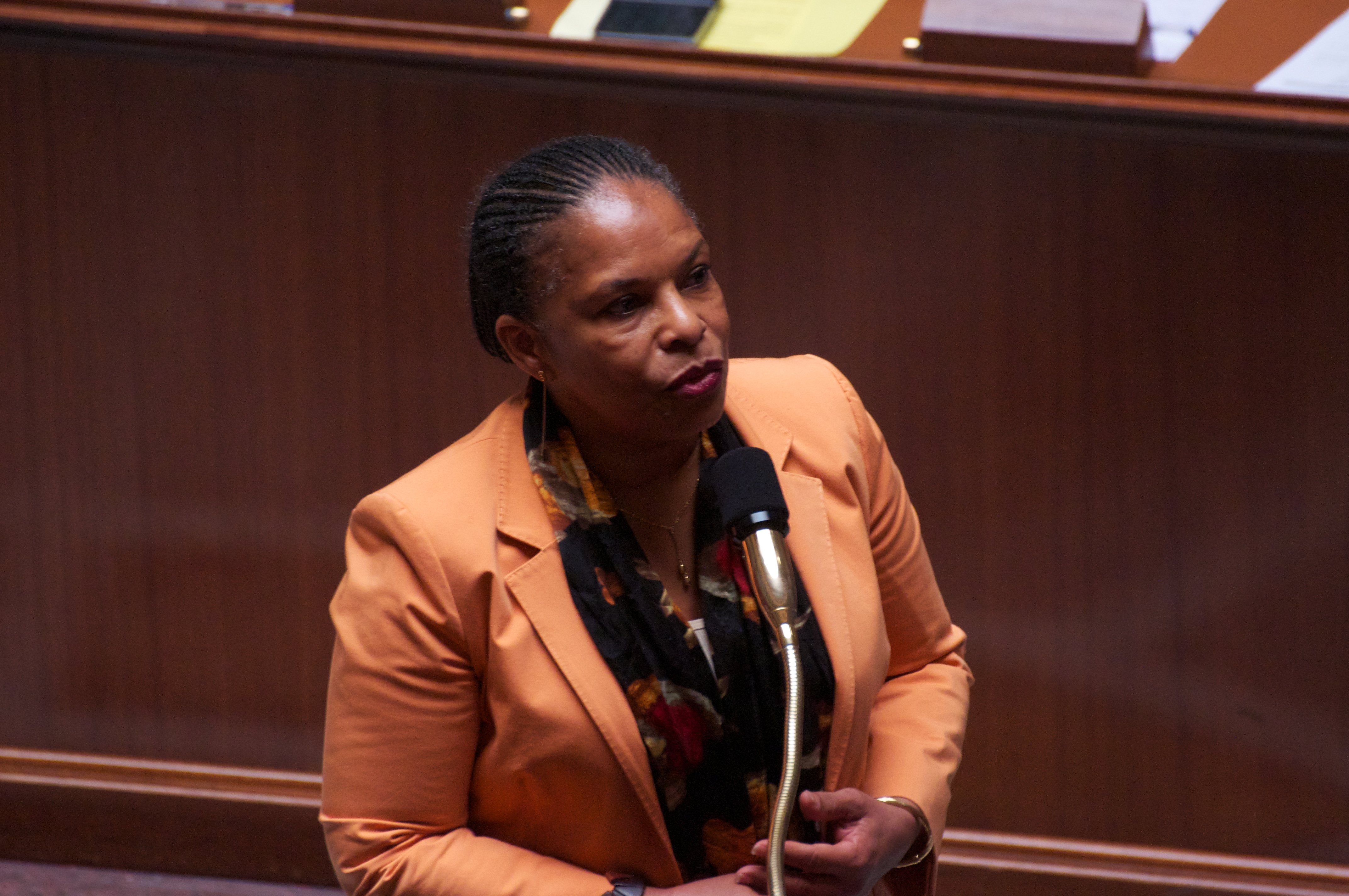
En 2013, la ministre Christiane Taubira a été l'objet de plusieurs attaques jugées racistes de la part de manifestants de La Manif Pour Tous.

Durant l'été, une autre affaire amène la direction du collectif à réagir officiellement contre l'initiative de certains de ses militants. Le 17 août, une centaine de Tourangeaux munis des symboles de La Manif Pour Tous organisent, à Munich, une manifestation contre le mariage homosexuel à l'occasion d'un pèlerinage en Allemagne. Durant ce rassemblement, Karl Richter, un conseiller municipal munichois vice-président du parti néo-nazi, prend la parole devant les manifestants, un drapeau de La Manif Pour Tous à la main, avant de s'éclipser. En France, l'événement ne tarde pas à déclencher la polémique, obligeant par là le petit groupe de manifestants à reconnaître qu'il a commis une erreur et à expliquer qu'il ne connaissait pas l'orientation politique du conseiller municipal. Mais, face à l'ampleur des critiques, La Manif Pour Tous lance un communiqué dans lequel Ludovine de La Rochère rappelle « à ses sympathisants que tout rassemblement aux couleurs de LMPT doit répondre à la charte d'actions LMPT et qu'une autorisation doit être demandée aux responsables LMPT ». La présidente du collectif veut ainsi éviter que la maladresse de certains militants puisse être instrumentalisée par les partisans du « mariage pour tous ».
Le 25 octobre 2013, le collectif organise, à Angers, une manifestation à l'occasion de la visite de la Garde des Sceaux. À l'arrivée de la ministre, une petite fille de onze ans venue dénoncer, avec ses parents, l'ouverture du mariage aux couples de personnes de même sexe, s'écrie, une peau de banane à la main : « La guenon, mange ta banane ! » À ses côtés, d'autres enfants reprennent le même slogan, sans qu'aucun adulte présent parmi les manifestants ne réagisse. L'événement déclenche une vive polémique, qui oblige les responsables de La Manif Pour Tous à condamner une nouvelle fois les propos racistes. Peu de temps après, l'organisation met toutefois en doute le fait que certains de ses manifestants aient pu tenir de tels propos. Angers Mag, qui avait rapporté l'information le premier, publie alors une vidéo de la manifestation dans laquelle on entend distinctement les propos de la fillette. Interrogés par des journalistes, les parents de l'enfant incriminée déclarent, quant à eux, que l'affaire n'est qu'« une sottise de gamine, une très grosse bêtise digne d'une cour d'école » et insistent sur le fait qu'ils « ne supporte[nt] pas le racisme ». Ils considèrent par ailleurs que « l'affaire a été instrumentalisée ».

### Accusation d'instrumentalisation de l'enfant et de stigmatisation

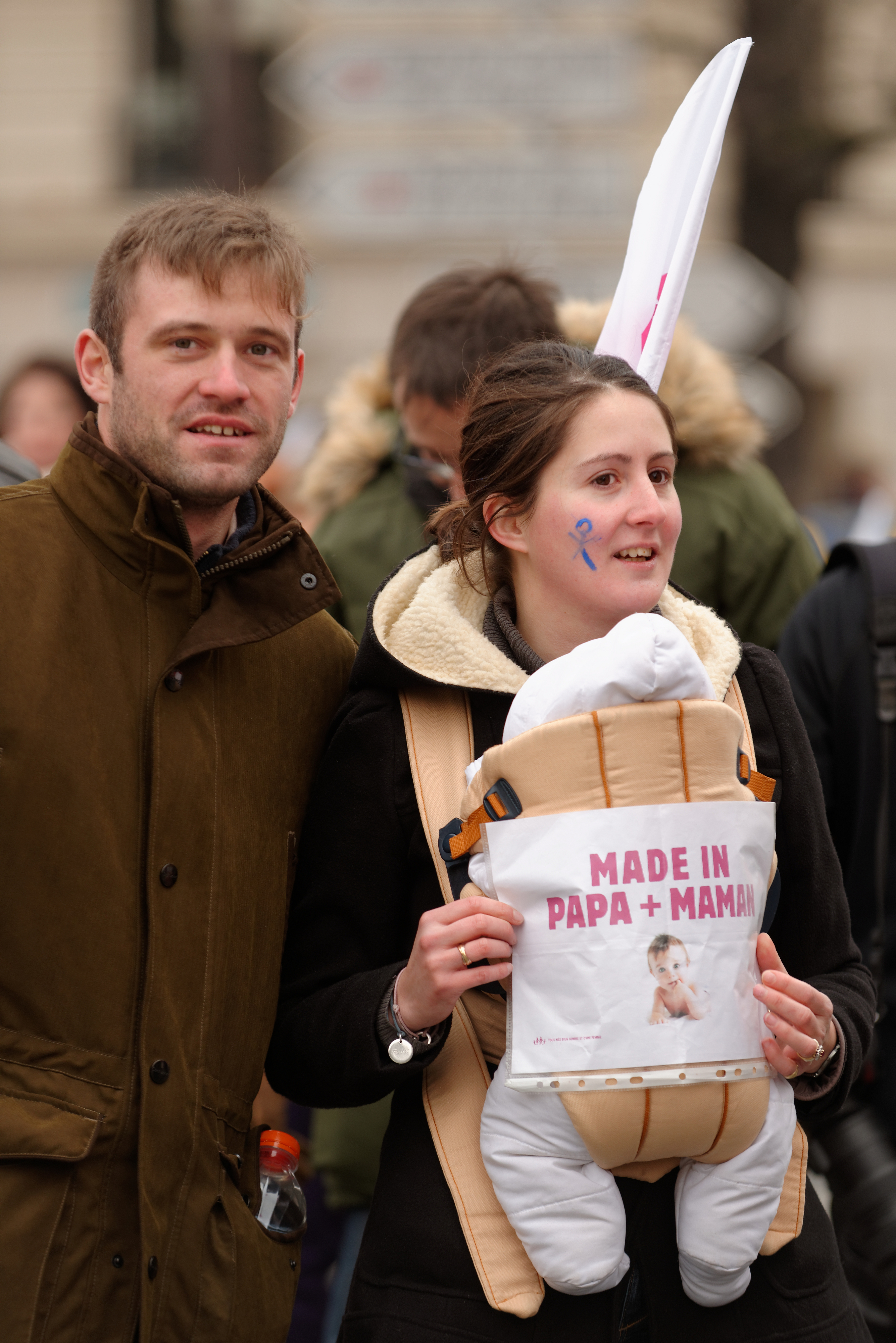
Présence d'enfants lors d'une manifestation organisée par LMPT.

L'une des priorités affichées de La Manif Pour Tous est l'« intérêt supérieur de l'enfant » et le refus de sa « marchandisation ». Pour certains détracteurs, il existe une contradiction entre ces affirmations et la tendance supposée des manifestants de La Manif Pour Tous à mettre en avant leurs propres enfants afin de dénoncer l'homoparentalité. Ainsi, pour Olivier Picard, auteur de l'ouvrage Mariage, sexe et tradition, ces parents « n’éprouvent aucune gêne à instrumentaliser leur progéniture pour aller défendre leurs propres valeurs d’adultes sur le pavé parisien ». Il ajoute qu'« ils exposent leur progéniture aux inévitables dangers d’un rassemblement politique de grande ampleur » et se livrent à du « conditionnement » sur des jeunes « avant même qu’ils aient acquis un minimum de maturité pour analyser leur propre identité sexuelle ». Ce débat a rebondi avec une interview de Jean-Michel Di Falco, le 15 août 2014 au Dauphiné Libéré, indiquant que les enfants n'avaient pas à être dans ces manifestations, propos auxquels le porte-parole de la Manif pour tous, a répondu, en soulignant l'importance de l'engagement familial, le 31 août, au même journal.
Dans la même veine et à la suite des violences qui ont suivi la manifestation du 24 mars 2013, certains médias (comme Le Plus, Le Huffington Post ou Rue89) évoquent l'utilisation, par des manifestants, d'enfants placés en première ligne face aux CRS. Dans une vidéo mise en ligne par Rue89, on entend ainsi un manifestant de La Manif Pour Tous déclarer : « On emmène les enfants devant ». Une photo d'enfants bâillonnés datant probablement de juin 2013 est devenue virale en octobre 2013. Également questionnée, la mise en danger de jeunes enfants se déplaçant sur des abribus lors d'une manifestation.
Plusieurs médias ont depuis la naissance du collectif, recueillis la parole d'enfants à l'époque, qui ont été confrontés dans leur entourage à des militants de La manif pour tous et qui sont aujourd'hui de jeunes adultes LGBT. Plusieurs médias ont recueilli, plusieurs années après les manifestations, les témoignages d'enfants qui ont été emmenés, de force ou sans en comprendre le sens, aux manifestations en opposition au mariage pour tous,,,,.
La Manif Pour Tous a été accusée d'insulter les familles homoparentales, adoptives ou monoparentales dont les enfants évoluant dans ces familles. En 2017 lors d'une campagne d'affichage contre l'ouverture de la PMA aux femmes seules et couples de lesbiennes, un des slogans sur une des affiches est : « après les légumes OGM, les enfants à un seul parent ? ». Cela fait réagir notamment la secrétaire d'état Marlène Schiappa qui exige le retrait de la campagne. L'APGL, Association des parents gay et lesbien, annonce sa décision de porter plainte contre cette même campagne.
En 2018 lors d'un Tweet, la section du Rhône de la Manif pour tous, demande à l'association Urgence Homophobie pourquoi elle soutient le trafic marchand d'enfant se référant aux deux enfants de Ricky Martin nés d'une mère porteuse. L'association Urgence Homophobie annonce ensuite son intention de porter plainte.
Lors de l'audition parlementaire de Ludovine de La Rochère en 2018, portant sur le futur projet de loi sur l'extension de la Procréation médicalement assistée à toutes les femmes, le député Guillaume Chiche (qui est rapporteur d'une partie de projet de loi) affirme que « la Manif pour tous véhicule la haine crasse qu'est l'homophobie » et ajoute avoir souhaité écarter la Manif pour tous de la liste des auditionnés. Il a été repris par le président de la commission Xavier Breton d'un « On ne peut pas refuser la liberté d'expression à ceux qui ne vont pas dans le sens où l'on voudrait »,).

### Critiques pour menaces de personnalités publiques et mauvais traitement contre les animaux
Des personnalités favorables au mariage pour tous ont fait l'objet de harcèlement par des militants de la Manifpourtous. Une stratégie désirée par la direction du mouvement comme Albéric Dumont. D'un autre côté, plusieurs actions de militants sont condamnées par cette même direction du collectif.
Ainsi, Christiane Taubira, Erwann Binet, Vincent Peillon ou encore Najat Vallaud-Belkacem sont hués lors de leurs déplacements, voire empêchés de faire les interventions prévues,,. La journaliste Caroline Fourest, après avoir été huée, est exfiltré par la police à Nantes. Chantal Jouanno est même harcelée devant son domicile privé à 6h30 du matin, en présence de son mari et ses enfants,.
Ce harcèlement parfois organisé par le collectif de la Manif pour tous est également diffusé par voie électronique sur les boites de messagerie des ministres et députés.
De nombreuses personnalités politiques et médiatiques favorables au mariage pour tous diront recevoir des menaces diverses par courrier, par mail ou même dans la rue. C'est le cas par exemple du président de l'assemblée nationale Claude Bartolone, des députés Sylviane Bulteau, Hugues Fourage, Maxime Minot, l'animateur Christophe Beaugrand ou même de la permanence PS de l'Isère qui recevront des menaces de mort, des balles, de la poudre ou encore des douilles,,,. La députée Esther Benbassa explique qu’après les insultes et menaces reçues, elle pense que son véhicule a été en partie détruit par des militants anti mariage pour tous et en appelle au respect de la démocratie,.
Une surveillance policière est également de mise pour le premier mariage homosexuel à Montpellier, entre Vincent Autin et Bruno Boileau. Des militants de la manifpourtous ont en effet menacé de manifester contre eux lors de leur cérémonie. Menaces enregistrées entre autres lors de l'interview réalisée par France Bleue le 26 mai 2013, lors de la grande manifestation des anti-mariage. Ce couple a reçu jusqu'en 2015 des menaces de mort,.
Le 4 décembre 2013, des militants de La Manif Pour Tous décident de lâcher des poules devant l'Assemblée nationale afin de protester contre l'ouverture du mariage aux couples homosexuels. Sur les 450 volatiles qui devaient être déposés, seule une cinquantaine est finalement libérée par les militants, qui parviennent difficilement à les faire sortir de leur camionnette. Cependant, quatre oiseaux sont écrasés par des automobilistes durant l'opération tandis qu'une soixantaine d'autres est abandonnée dans le bois de Boulogne. Cet événement déclenche la colère de la Fondation Brigitte-Bardot, qui porte plainte contre La Manif Pour Tous pour mauvais traitement envers les animaux,.

### Parasitisme d'une campagne publicitaire
Pour avoir réutilisé le hashtag #JeVousFaisUneLettre et le visuel d'une campagne de la Société protectrice des animaux quelques jours après son lancement, La Manif Pour Tous est condamnée en première instance en 2017 pour parasitisme de la campagne. Par un arrêt de la cour d'appel du 20 décembre 2019, la fondation Lejeune et la Manif pour tous doivent verser à la SPA 15 000 € de dommages-intérêts.

### Accusation de fausses nouvelles
La Manif Pour Tous a plusieurs fois été accusée de propager des fausses nouvelles En 2014, des militants de la Manif pour tous concentrent leurs efforts contre une supposée « théorie du genre » enseignée dans les écoles, qui viserait à pervertir la jeunesse de France, en demandant, entre autres revendications, la « suspension immédiate des ABCD dits de l'égalité et la création d'une commission d'enquête parlementaire à leur sujet ». Dans le sillage de cette campagne, des rumeurs lancées par des personnalités d'extrême droite incitent des parents à retirer leurs enfants des écoles en signe de protestation,. En 2017, Samuel Laurent, responsable des Décodeurs, démontre l'utilisation de visuels trompeurs du compte Twitter officiel de la Manif pour tous du Maine-et-Loire visant à lutter contre l'éducation à la sexualité à l'école.
En 2021, La Manif Pour Tous réagit sur son compte Twitter à l'annonce du secrétaire aux Transports des États-Unis Pete Buttigieg et de son mari de la naissance de jumeaux qu'ils venaient d'adopter : Non contents d'avoir pris les enfants à la mère qui vient d'accoucher, les deux hommes ont aussi pris sa place sur le lit d'hôpital… Pensée pour ces enfants privés de leur mère pour toujours. Insinuant que le couple d'hommes avait eu recours à une GPA, la Manif pour tous décide de supprimer le tweet,.

### Comparaison entre la Manif pour tous et l'islamisme
Marlène Schiappa évoque une "convergence idéologique" entre la Manif pour tous et les "terroristes islamistes" dans une interview pour Valeurs actuelles. Néanmoins, dans un communiqué, elle "présente (ses) excuses à toutes les personnes qui auraient pu se sentir sincèrement blessées" par ses propos dans le magazine Valeurs actuelles, où elle évoquait une "convergence idéologique" entre la Manif pour tous et les "terroristes islamistes" : "J'en assume la responsabilité. Lorsqu'un message est mal reçu c'est qu'il a été mal émis. Les gens qui ont adhéré à La Manif Pour Tous ne sont évidemment pas des terroristes", écrit la secrétaire d'État à l'Égalité entre les femmes et les hommes dans un communiqué ce vendredi 22 février" pour ces propos.